# Arquitetura de Mérida

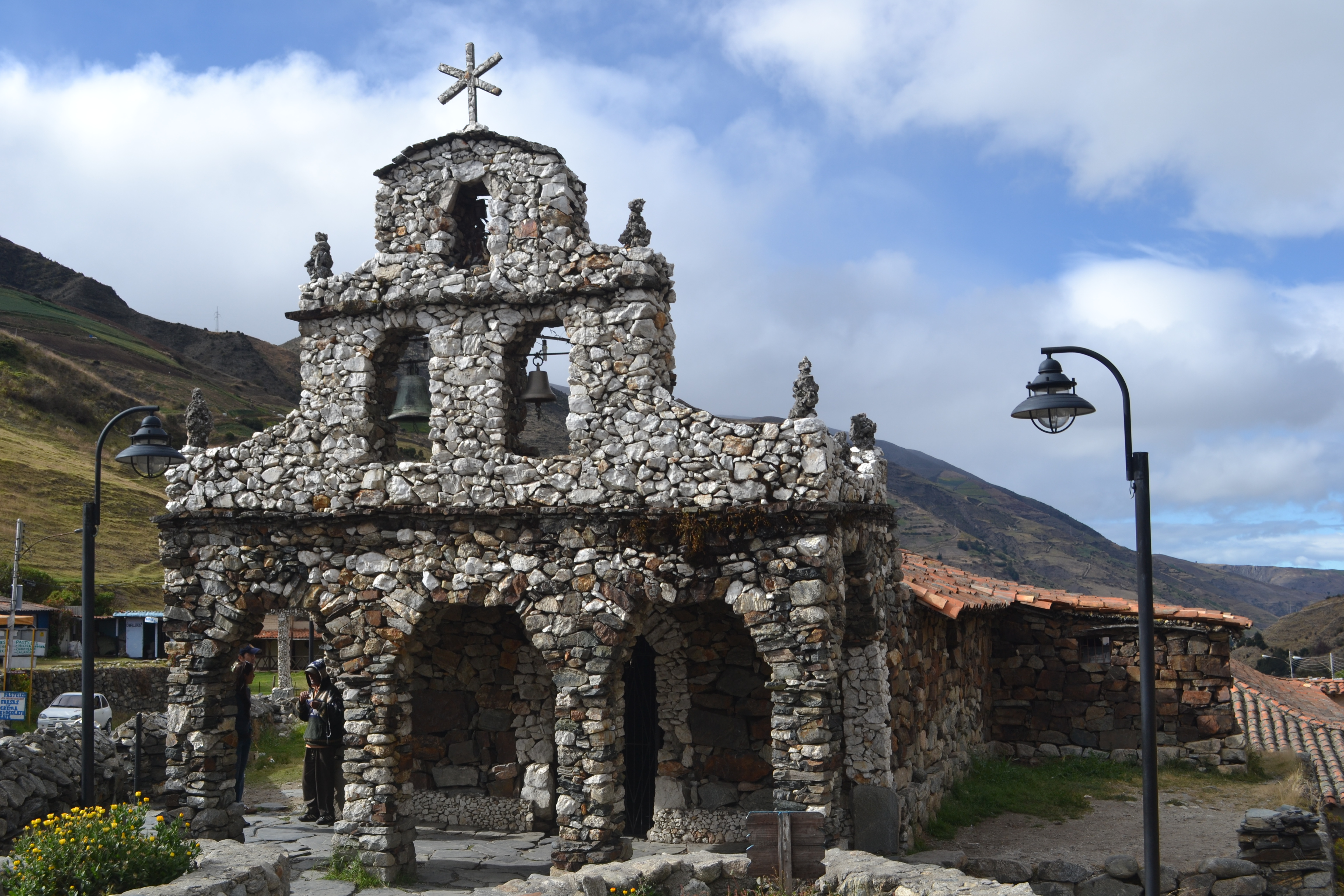
A obra arquitectónica de Juan Félix Sánchez foi declarada património nacional.

A arquitetura de Mérida refere-se ao conjunto de estilos arquitectónicos e construtivos que têm ido aparecendo ao longo da história do estado Mérida, em Venezuela.

## Era precolombina
Segundo estudos recentes de arqueologia, história e antropologia, a região andina supostamente foi habitada desde provavelmente vários milhares de anos por grupos desconhecidos que deixaram poucos registro. Posteriormente habitou outro grupo étnico, que tem sido relacionado com os chibchas por seus similitudes quanto a padrões de assentamento e construção de moradias, etc.

### Petroglifos
Encontraram-se petroglifos no sudoeste do estado Mérida. José Antonio Gil Daza da Universidade dos Andes «estabeleceu uma proposta etnohistórico que sustenta tentativamente a vinculação de grupos pertencentes à família linguística aruaque.
Jeannine Sujo fotografou e documentou petroglifos em Mérida em 1987: um petroglifo no Parque Los Chorros de Milla, outro petroglifo para perto de a população de Tovar; e la Piedra el Tambor, a qual foi incluída por Sujo como um petroglifo. No entanto nenhum destes foi encontrado.

## Era colonial

### século XVII

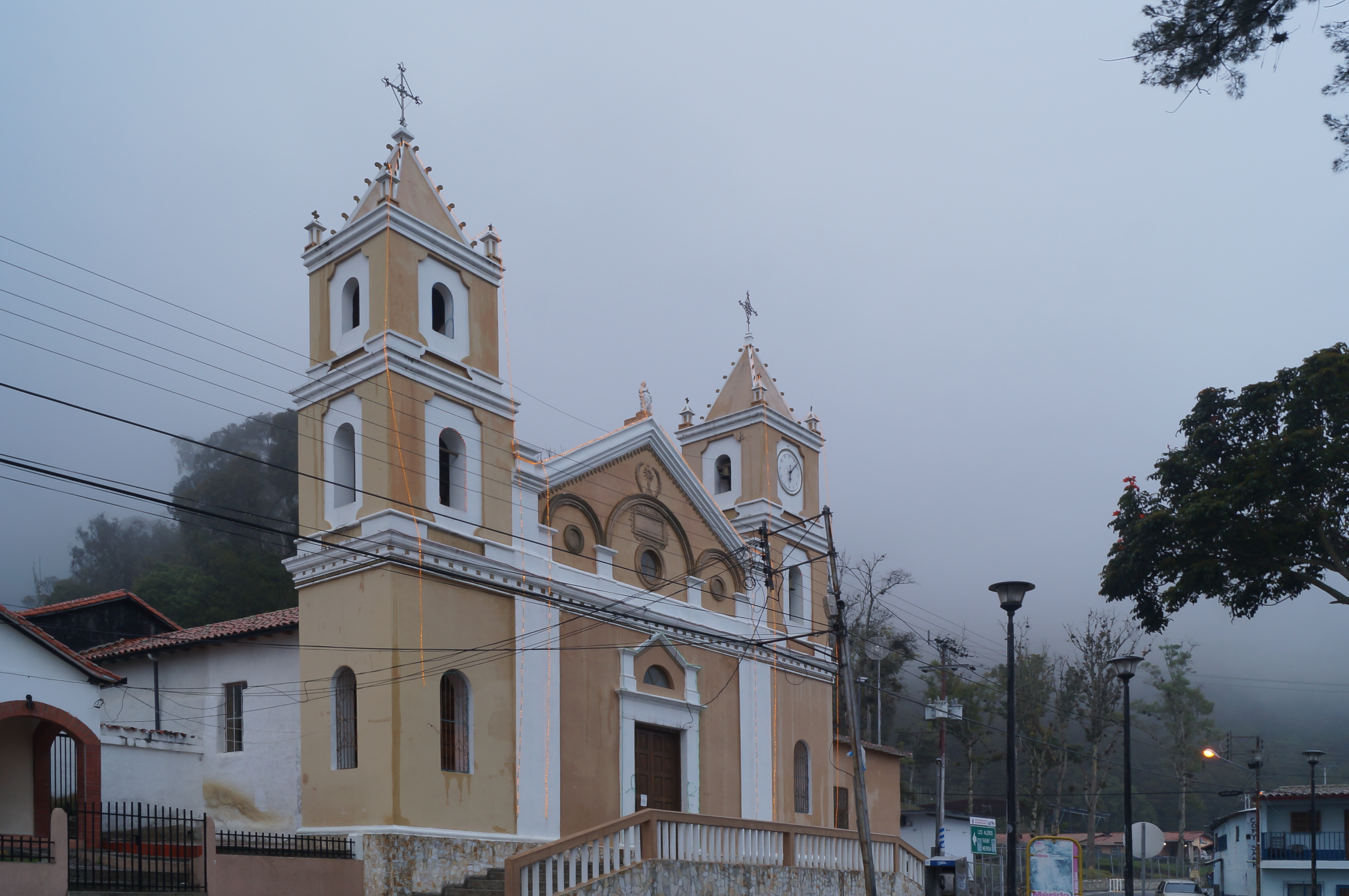
Igreja Imaculada Concepção de Mucurubá(1620)

### século XVIII
Para o século XVIII  a cidade de Mérida contava com a Igreja matriz, o Convento de San Vicente de Ferrer de Mérida e o Hospital da Caridade.

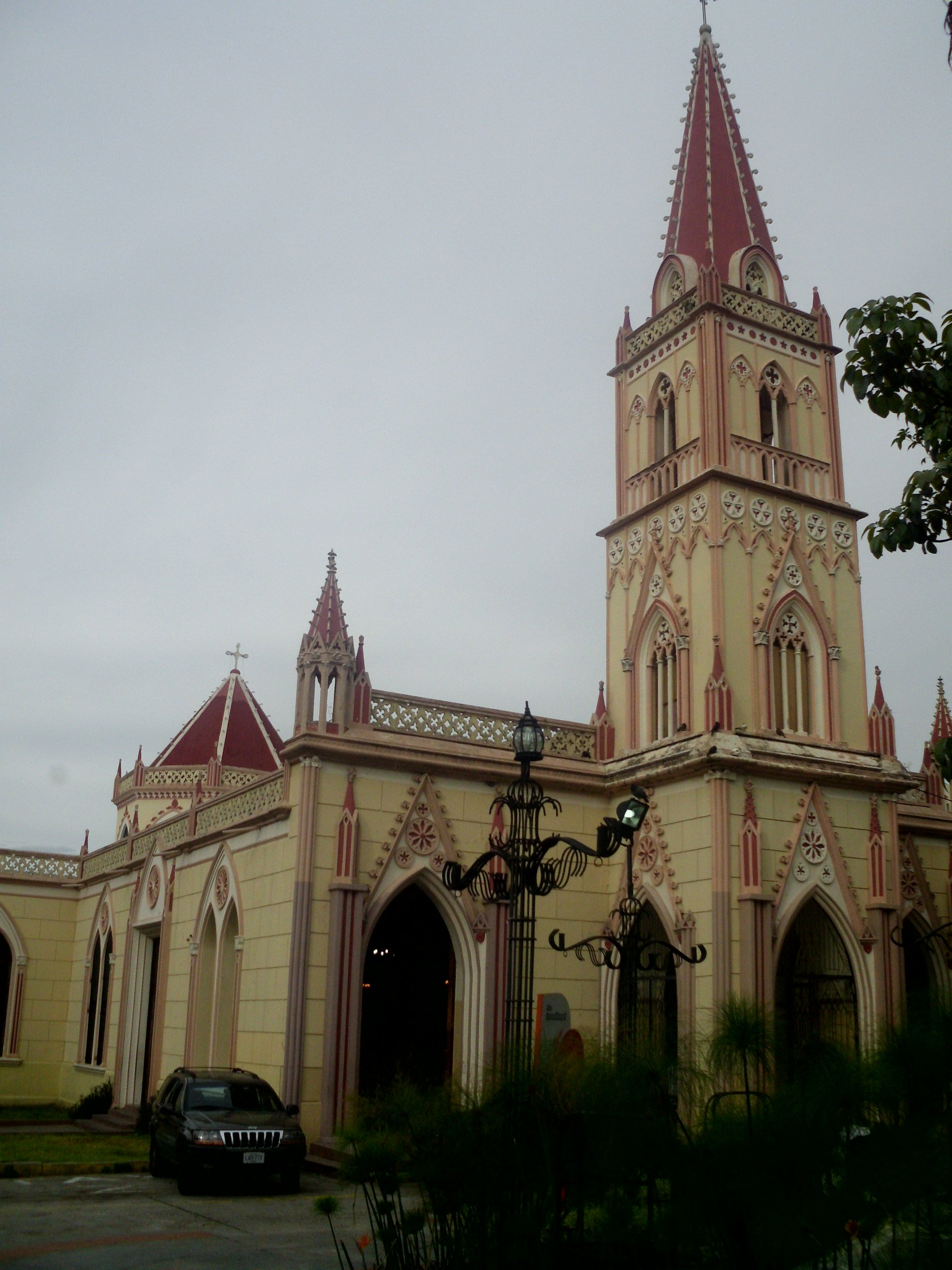
Igreja San Miguel (c. 1750)
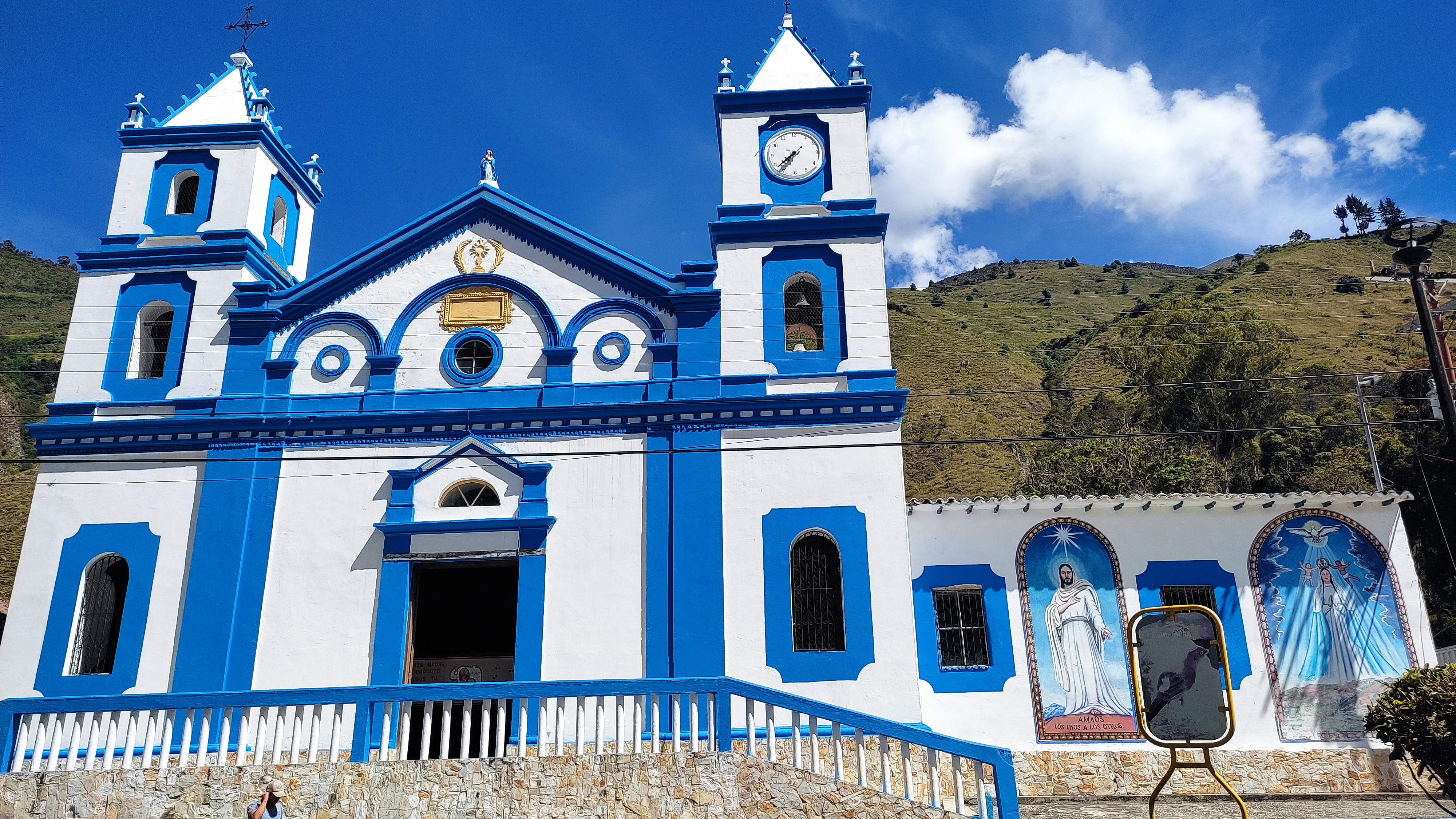
Igreja de Mucurubá (século XVIII)

## Era republicana

### século XIX
O centro histórico da cidade de Mérida alberga a maioria das construções de estilo colonial espanhol, como a Casa dos governadores (construída em 1873, sendo sede da gobernación) se destacando entre elas a Catedral metropolitana de Mérida (edificada entre 1803 e 1960).

Segundo Eligia Calderón Trejo: «Na compilação de resoluções vigentes em Mérida para 1853, a Ordem segunda de polícia sobre arquitetura civil define para as novas populações uma delineación de ruas retas, proporcionadas e empedradas, sem que edifício, pedestal, janela ou escada rompa a rectitude do traçado nem obstaculice o trânsito. Igualmente, as acequias se prefiguran retas e de regular cauce ainda que atravessem ruas, casas ou solares».

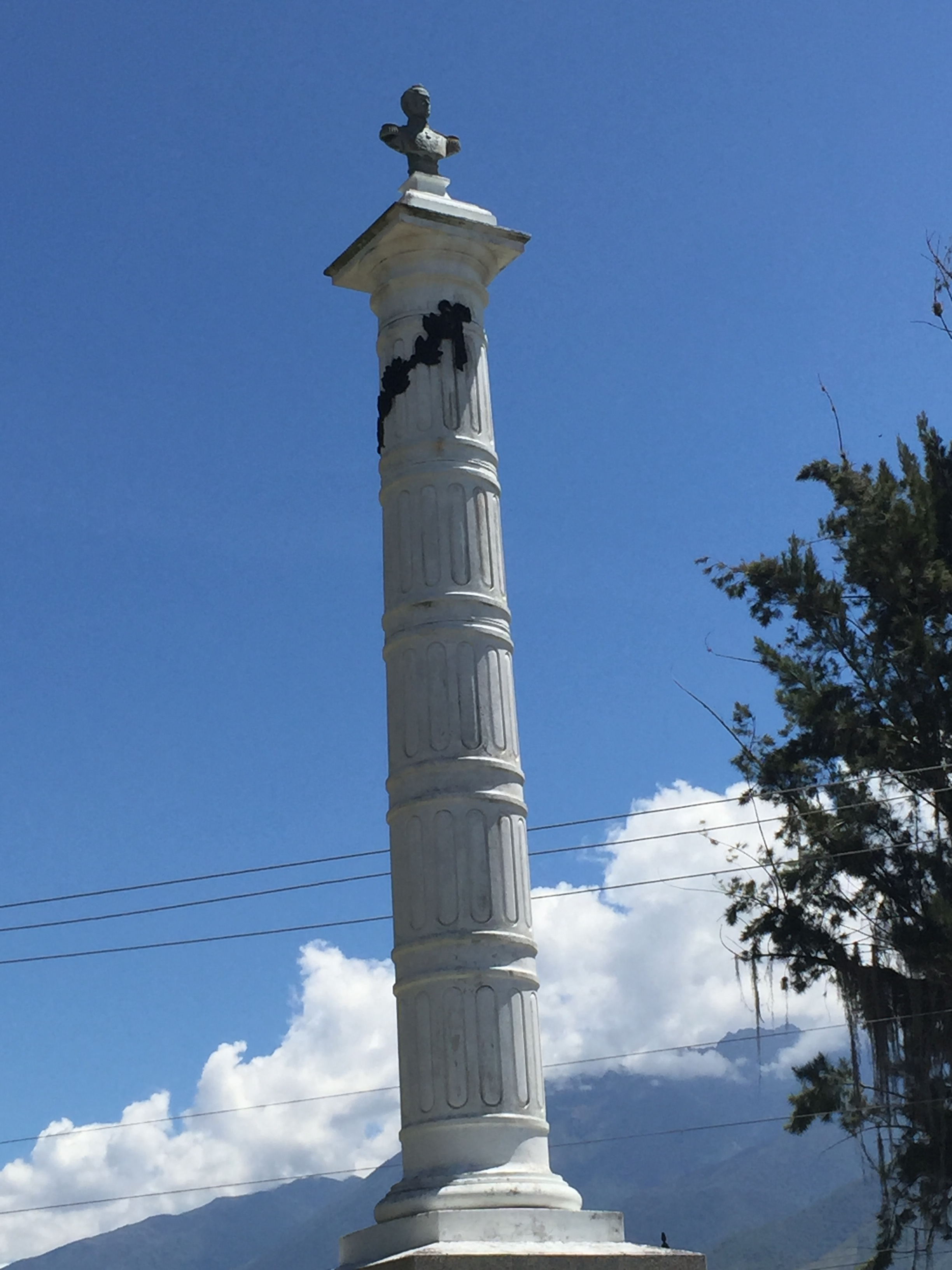
Coluna de Bolívar (1842)
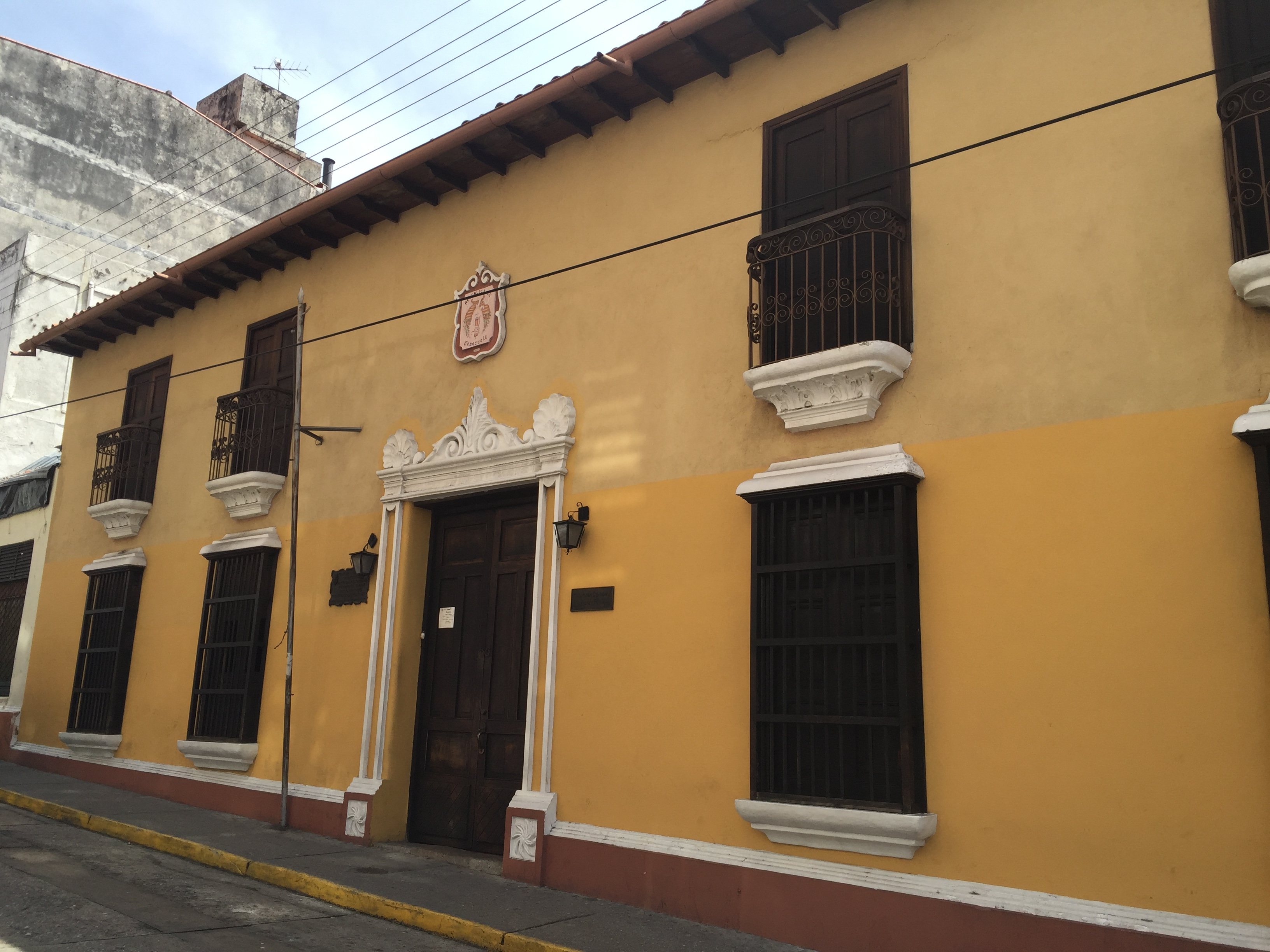
Casa dos Governadores (1873)
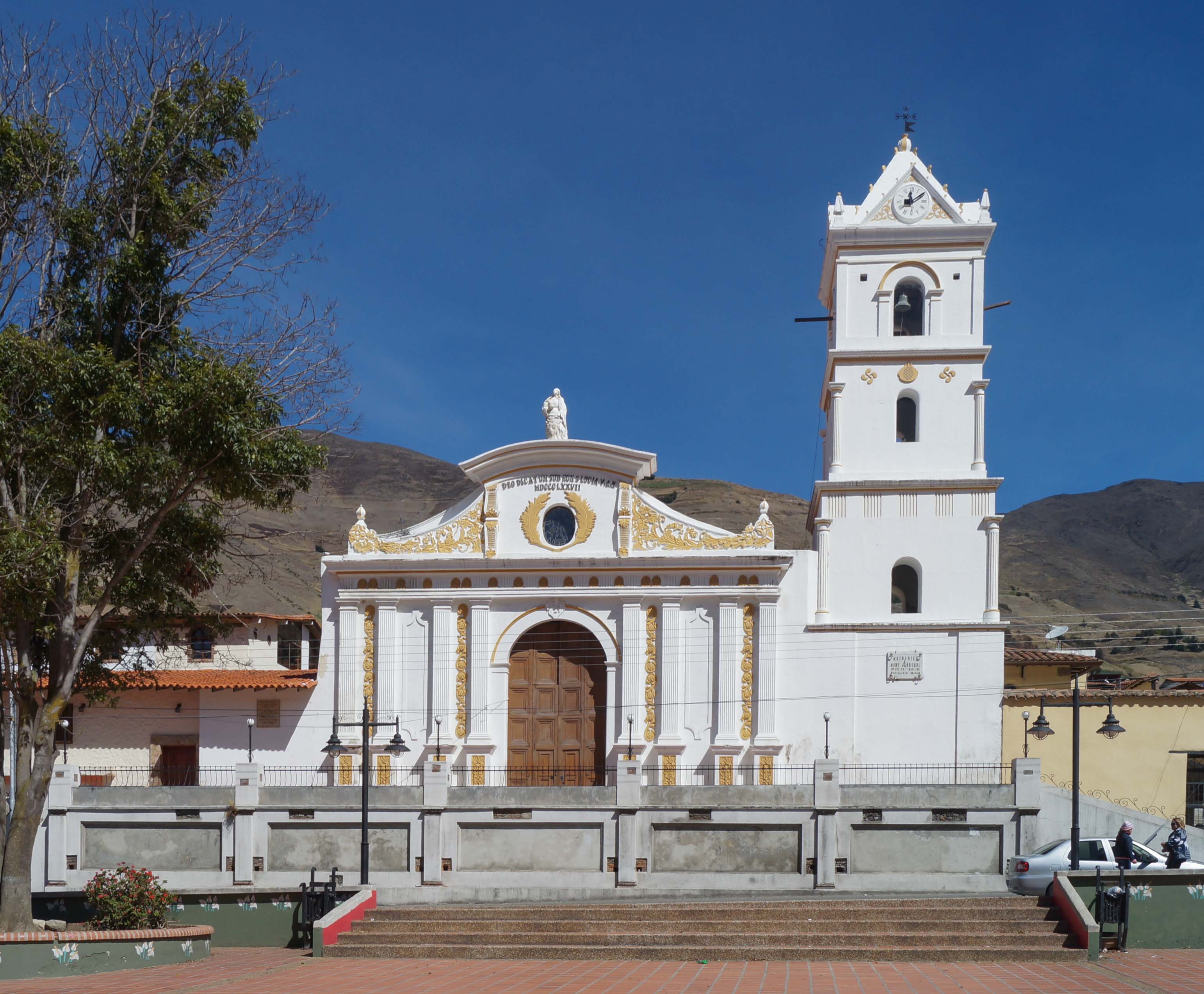
Igreja de Santa Luzia de Mucuchíes (1877)
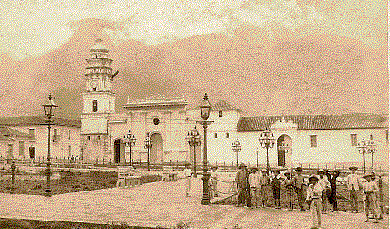
A Catedral basílica menor da Imaculada Concepção em 1899
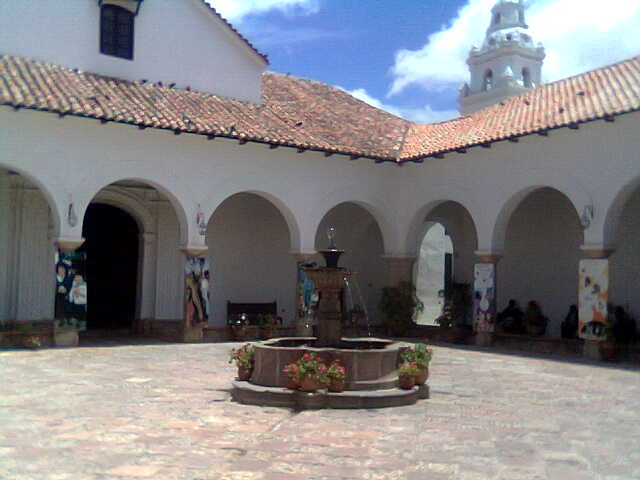

Podem-se apreciar estes estilos de casas antigas de tipo colonial na cidade de Mérida:

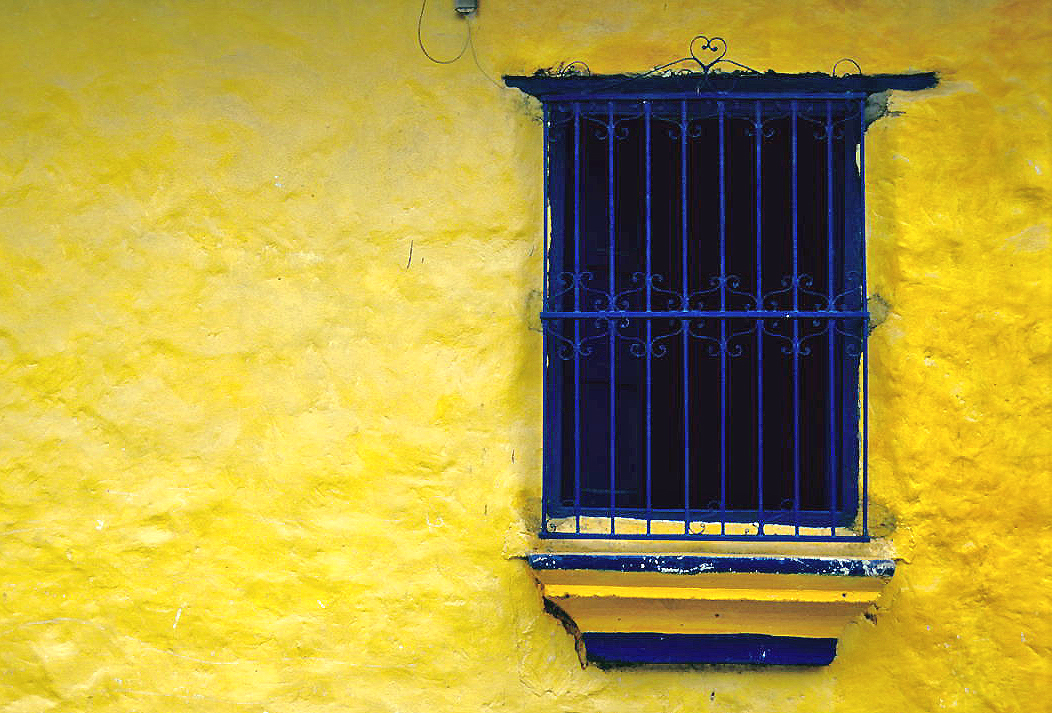
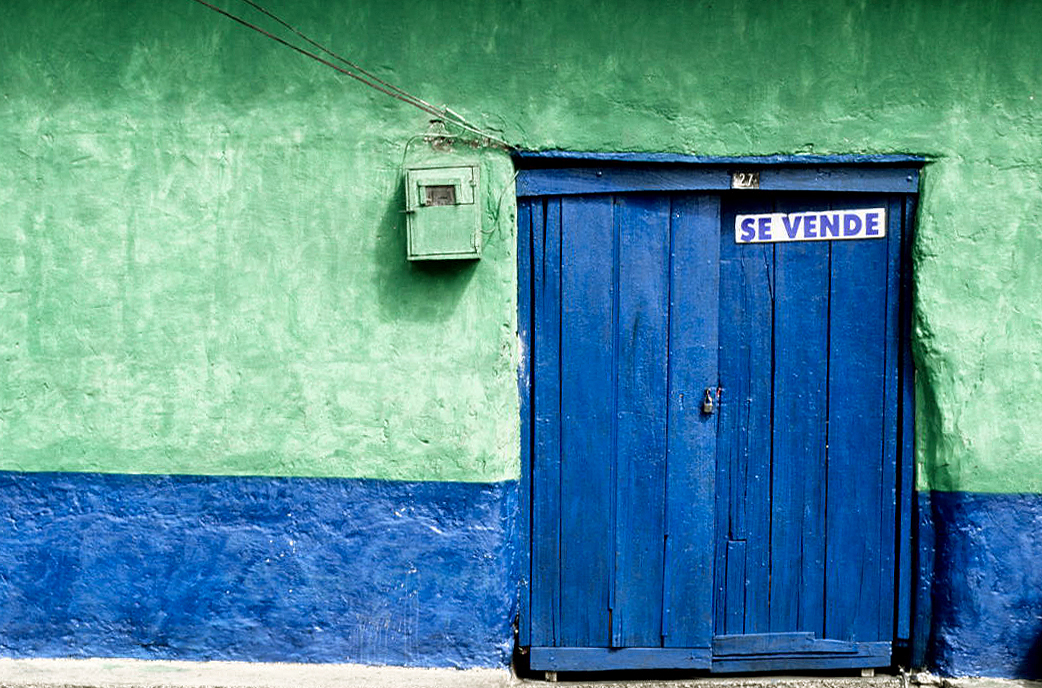
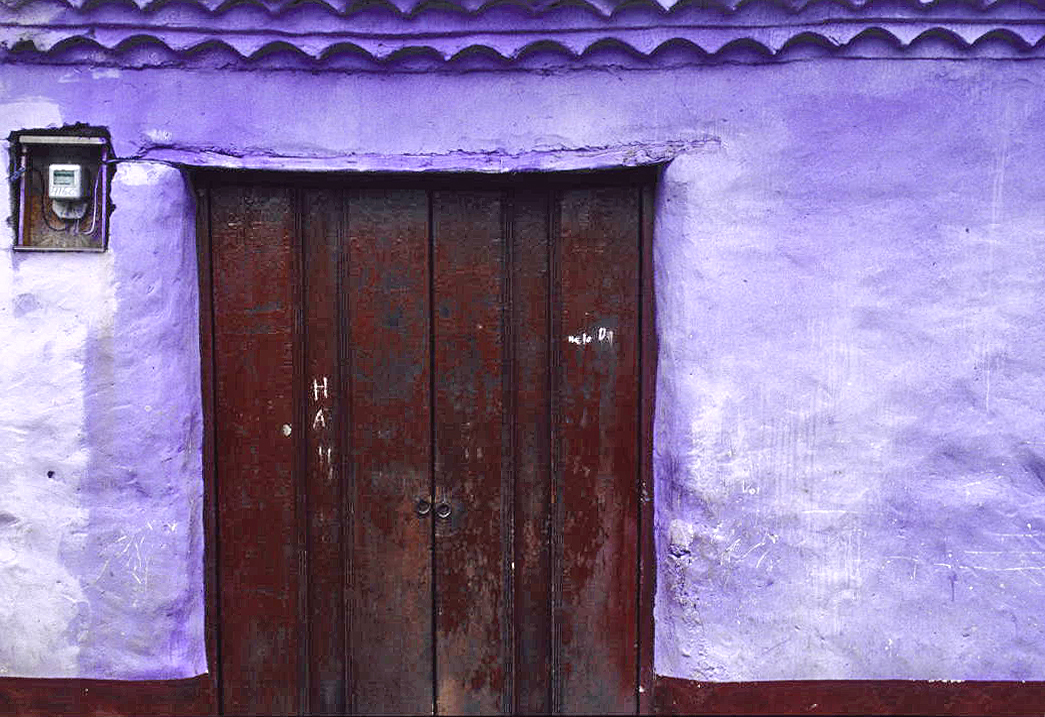
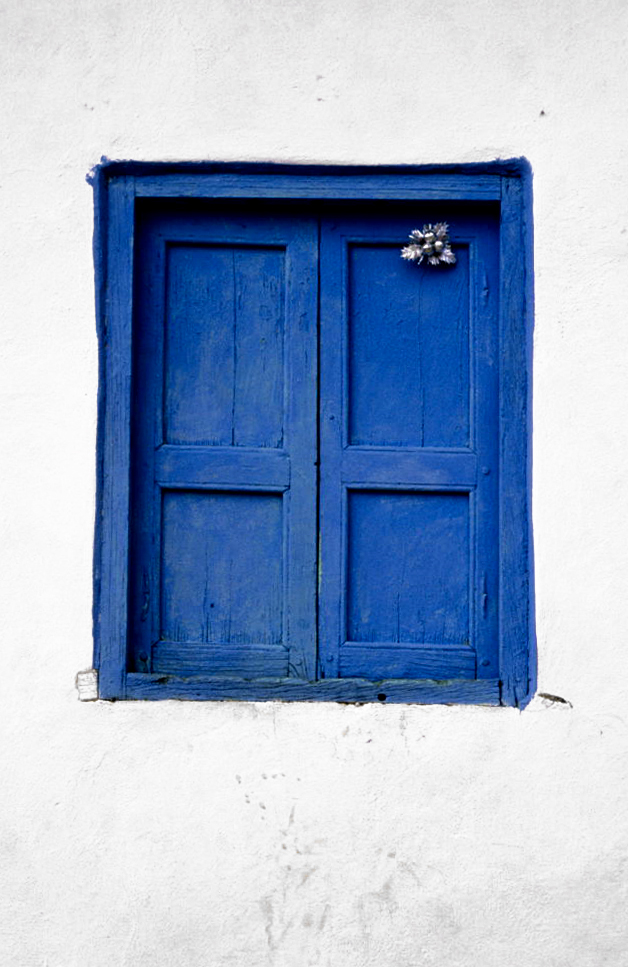

### século XX
As condições geográficas como uma complexa localização (num vale), difícil acesso de vias de comunicação durante a primeira metade do século XX  e uma relação de centro e periferia têm incidido na arquitetura da cidade.
Para a primeira metade do século a cidade de Mérida ainda mantinha sua aparência colonial de cidade do século XX, localizada aos arredores de Praça Bolívar (dantes chamada Praça Maior).
Em 1930 inaugurou-se na praça El Espejo o Monumento ao Soldado Desconhecido, um obelisco, tipo de construção originaria do Antigo Egipto, realizado por Marcos León Mariño e dedicado aos caídos desconhecidos da guerra de independência contra o Império espanhol.

Nessa época ampliaram-se o Rectorado da Universidade dos Andes (desenhado por Manuel Mujica Millán, que inclui o Teatro César Rengifo e a Faculdade de odontología) e o Palácio arzobispal, finalizado em 1951 e de estilo neoclássico.

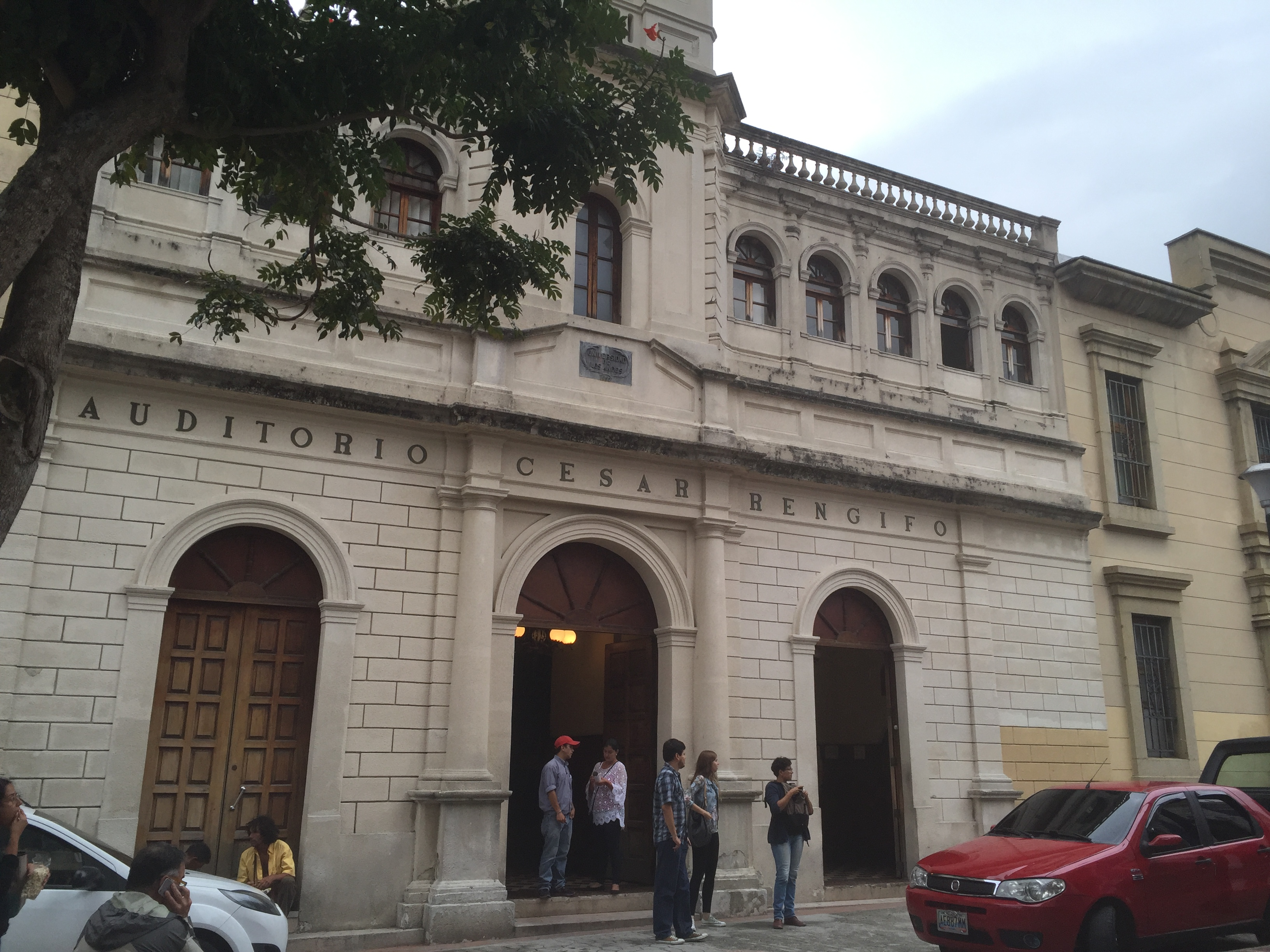
Teatro César Rengifo de Mérida (1904)
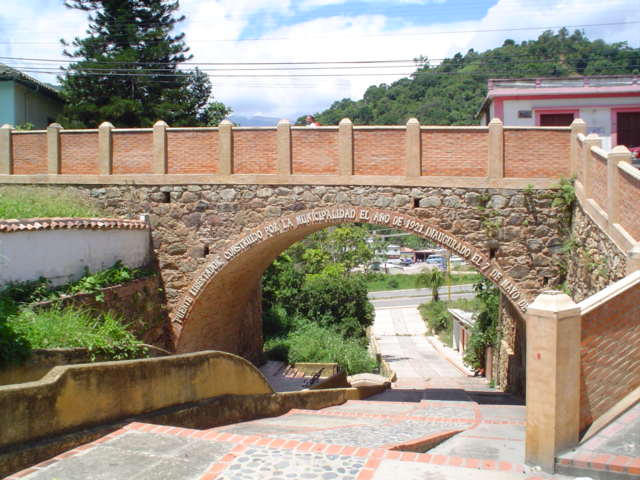
Ponte do Libertador (1922)
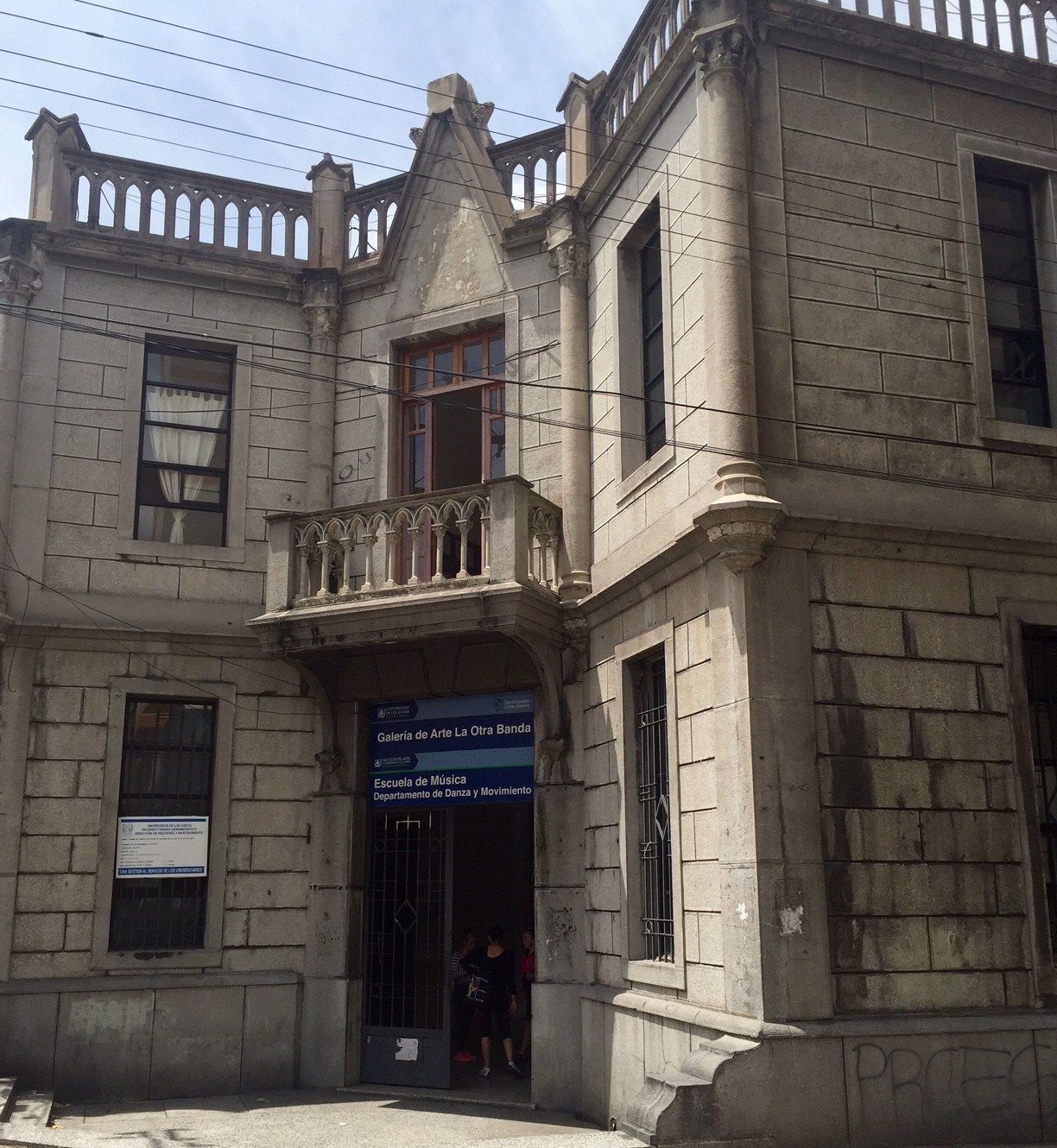
Faculdade de Arte da Universidade dos Andes (1927).
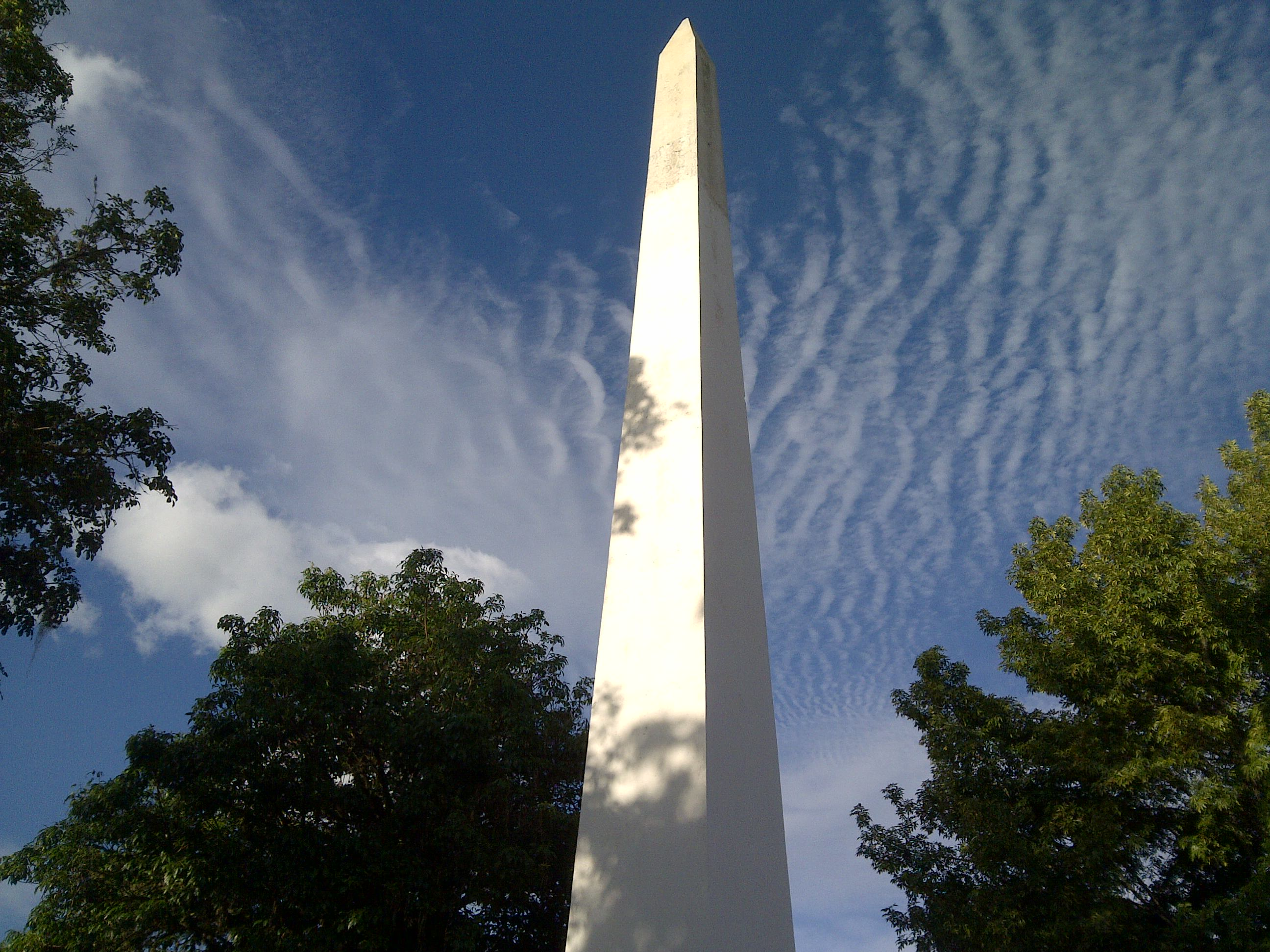
Monumento ao Soldado Desconhecido (1930)
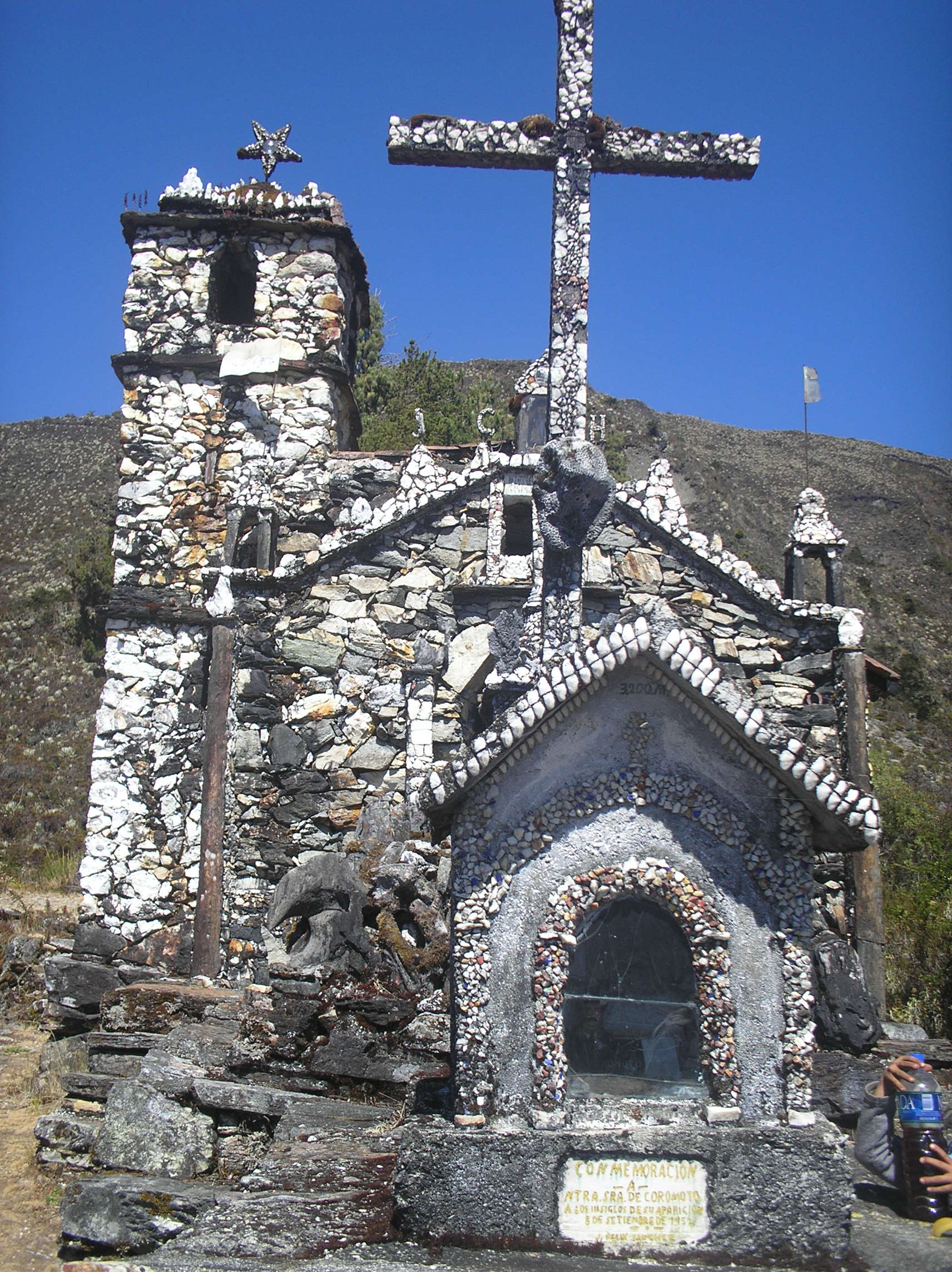
Fachada da capilla de Tisure (1946)
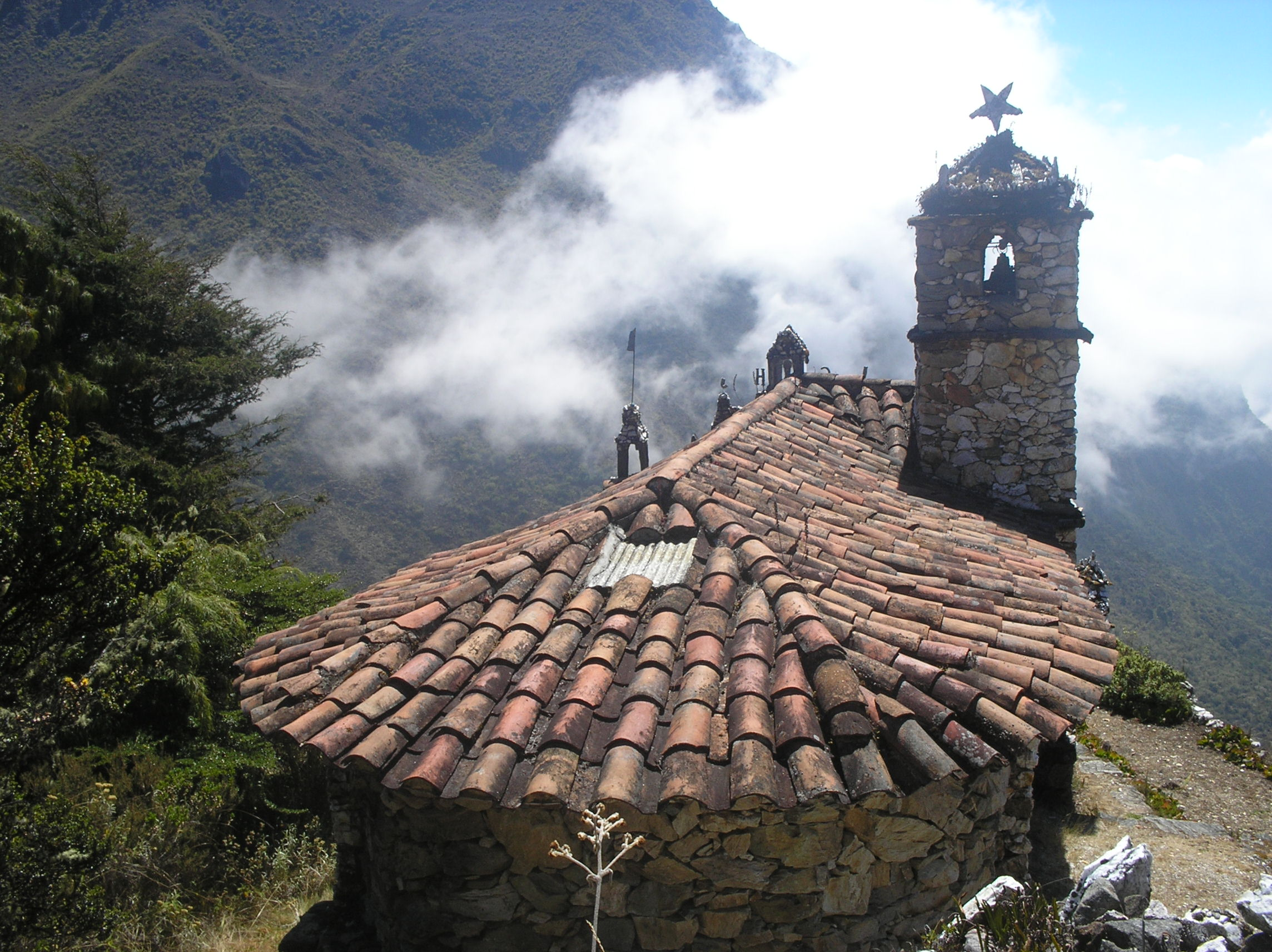
Capilla de Tisure (1946)
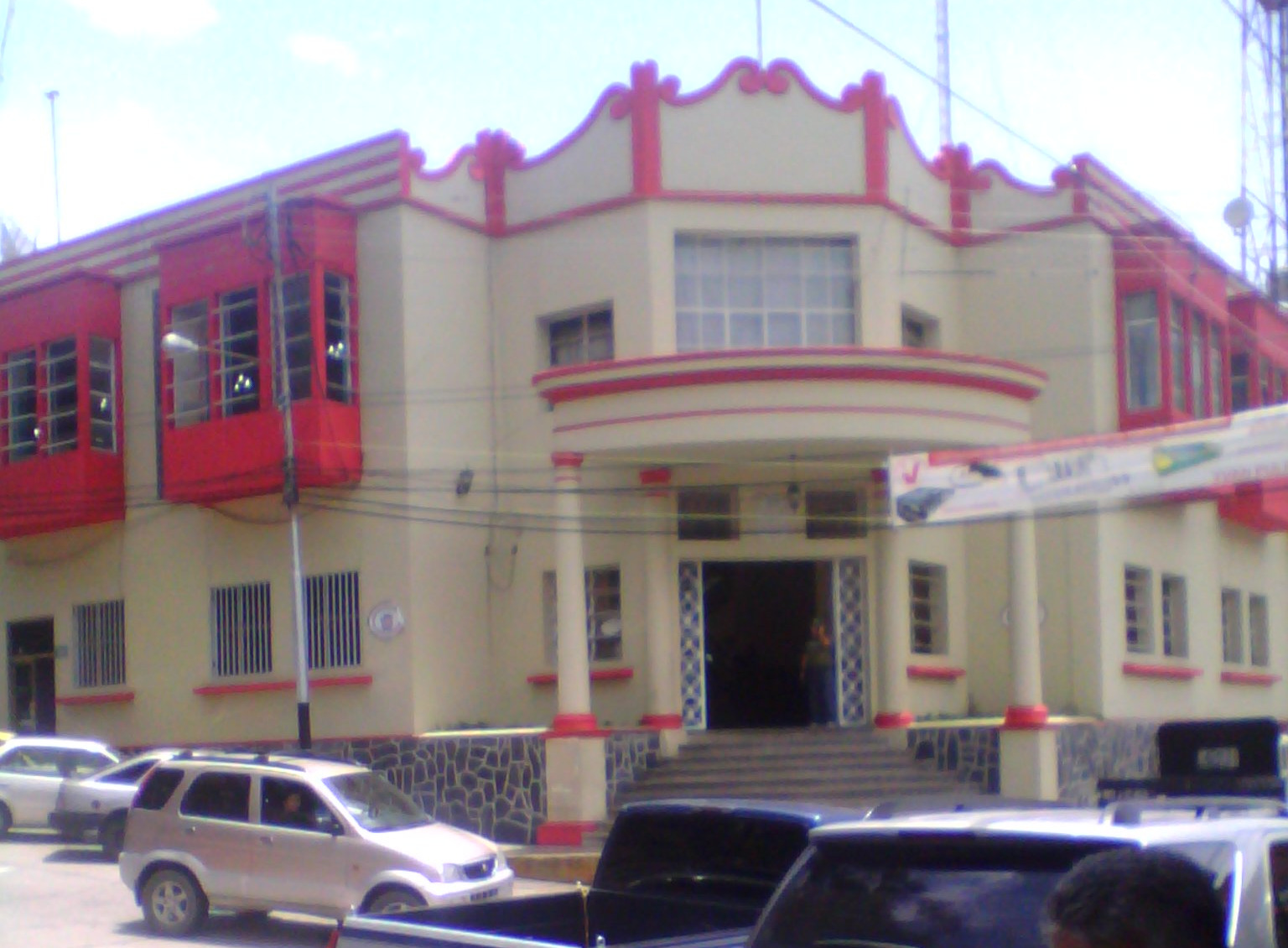
Palácio Municipal de Tovar (1950)

Durante a segunda metade do século XX  construíram-se edificaciones de estilos mais modernos e misturas eclécticas, como a Capilla de pedra do arquiteto Juan Félix Sánchez, inaugurada em 1984, bem como edifícios de corte brutalista, entre esses o Teatro Tulio Febres Cordeiro (construído onde estava o antigo Mercado Principal dantes de seu incêndio em 1987) e o Aeroporto Juan Pablo Perez Alfonso do Vigía, bem como de corte modernista, entre esses, a Faculdade de arquitetura da Universidade dos Andes. 

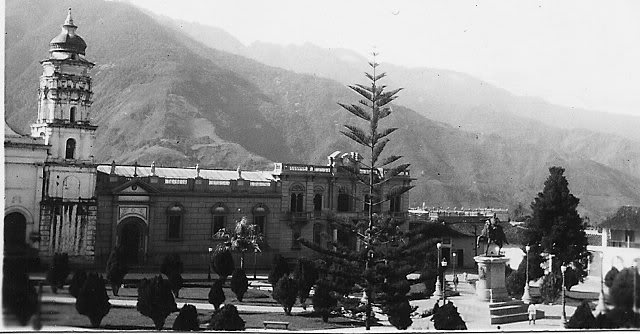
Palácio arzobispal (1951)
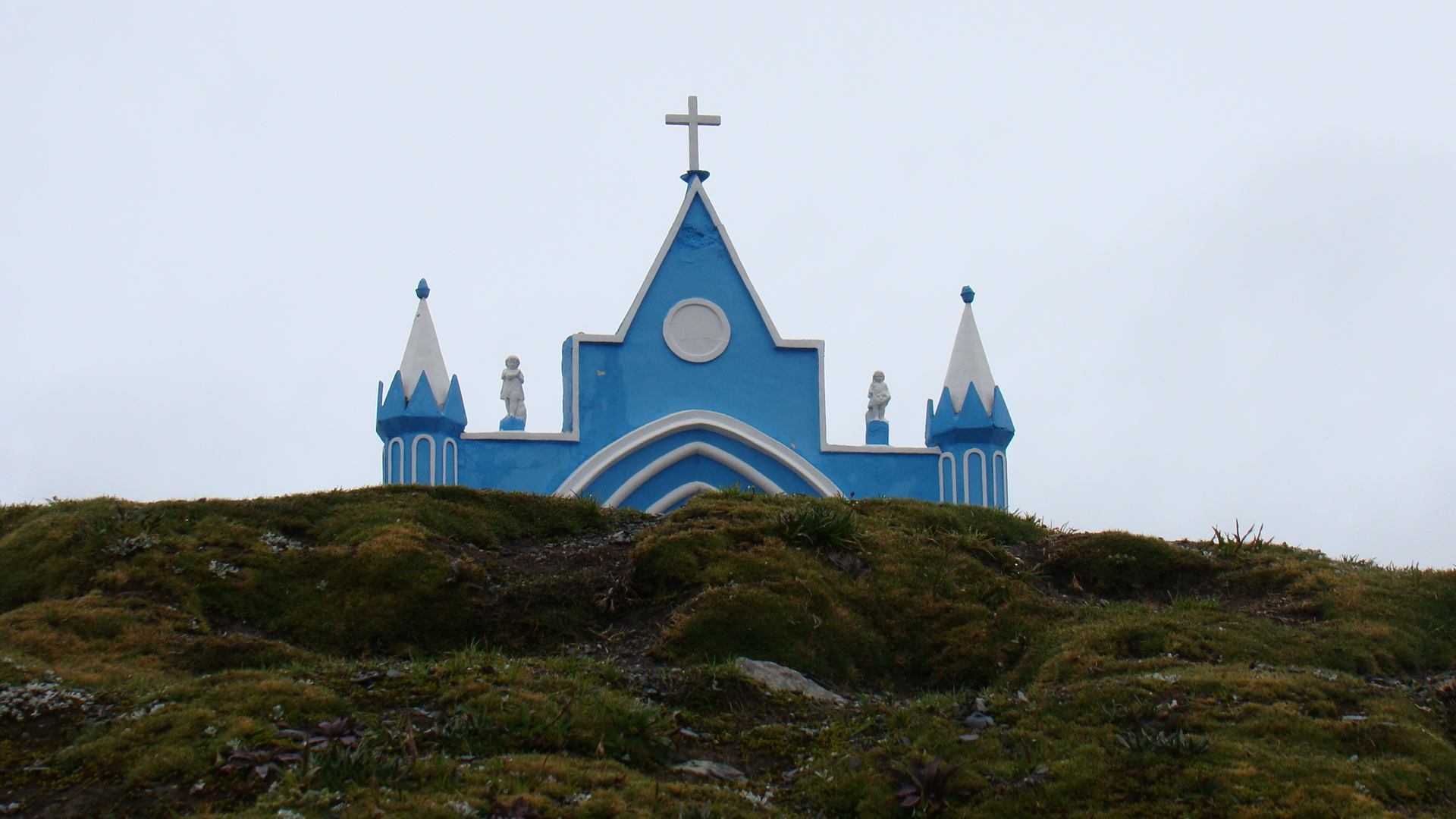
Capilla Virgen de Coromoto (1953)
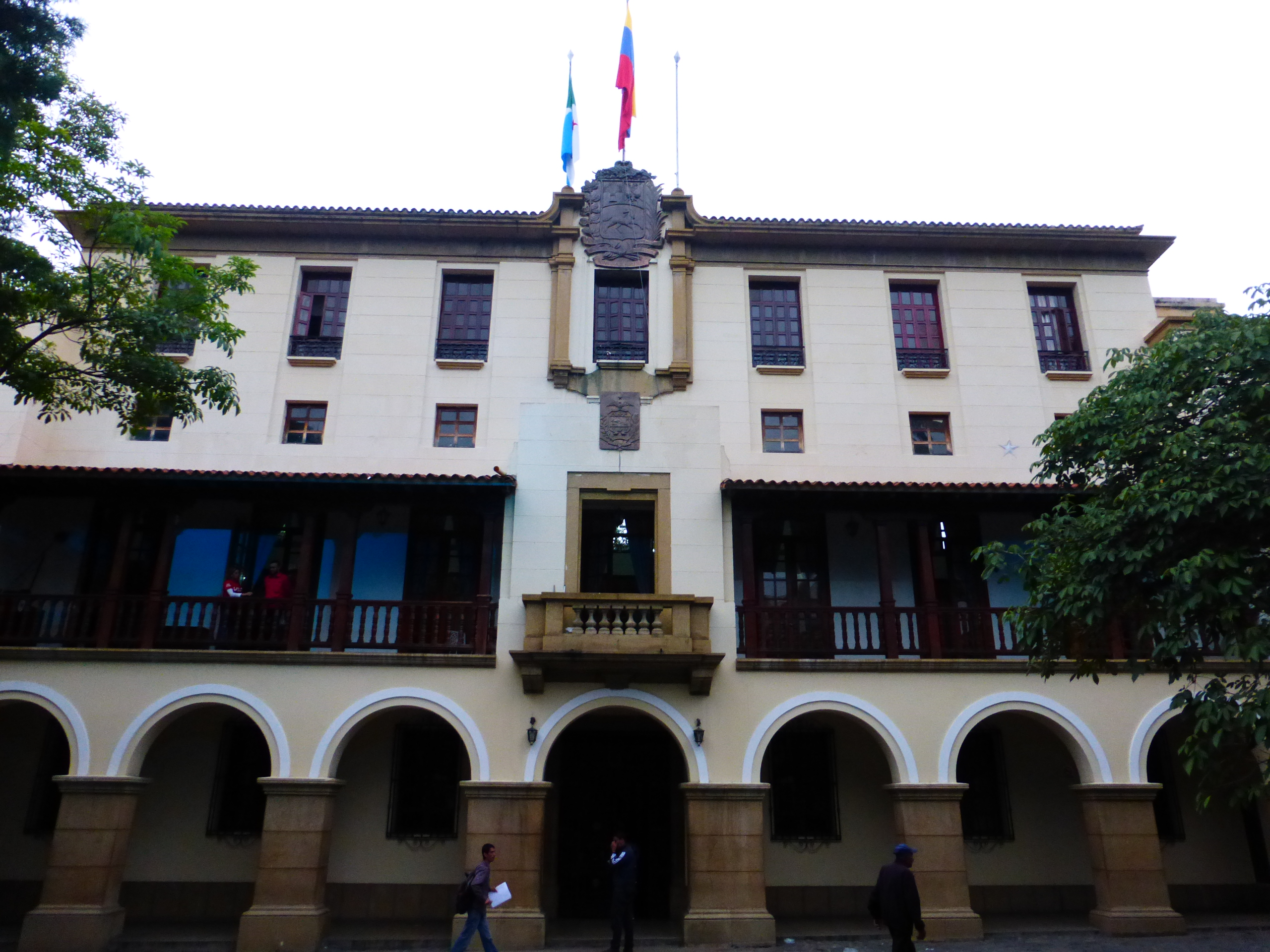
Palácio de Governo do Estado Mérida (1958)
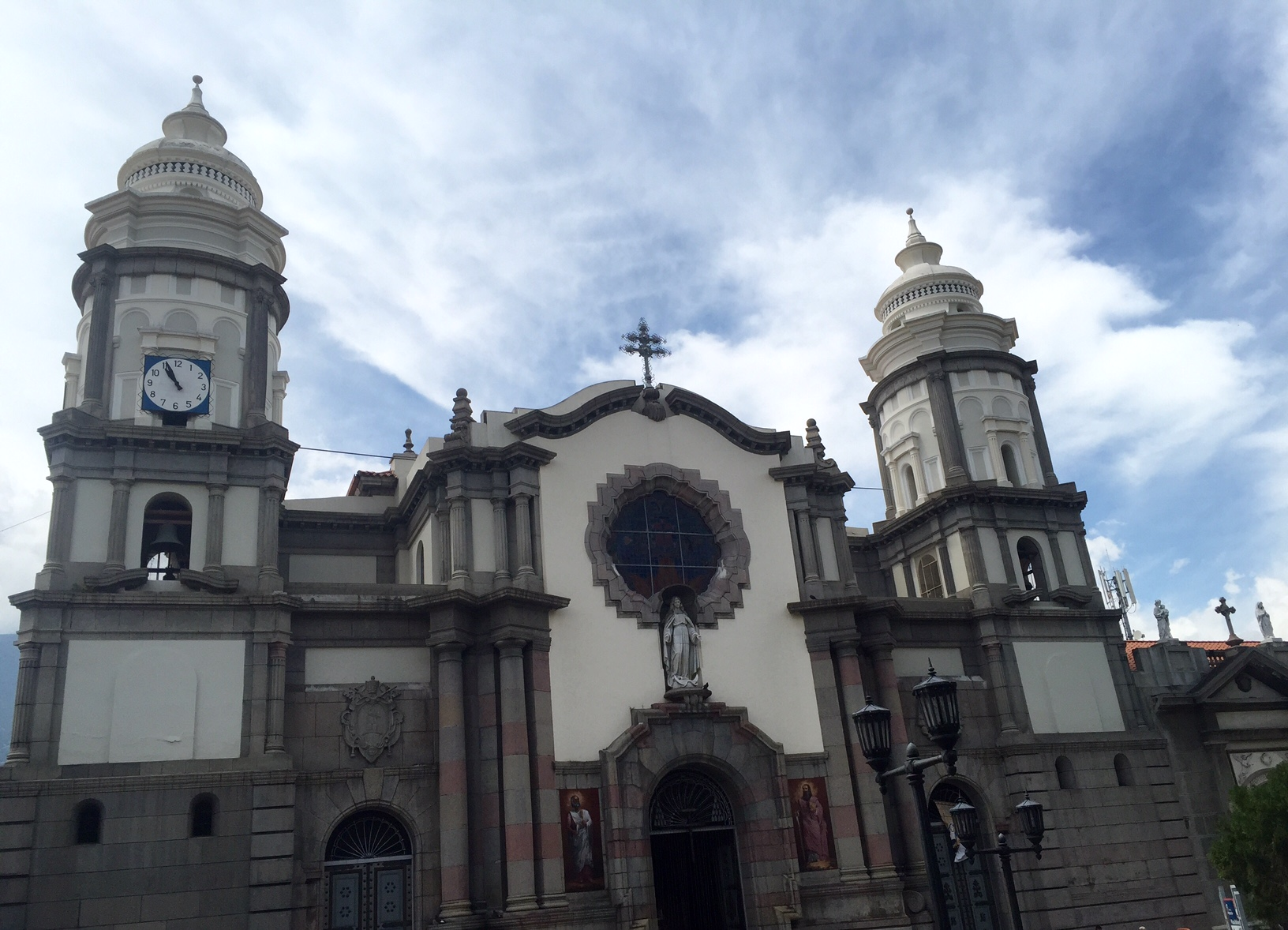
A Catedral basílica menor da Imaculada Concepção após suas últimas construções em 1960
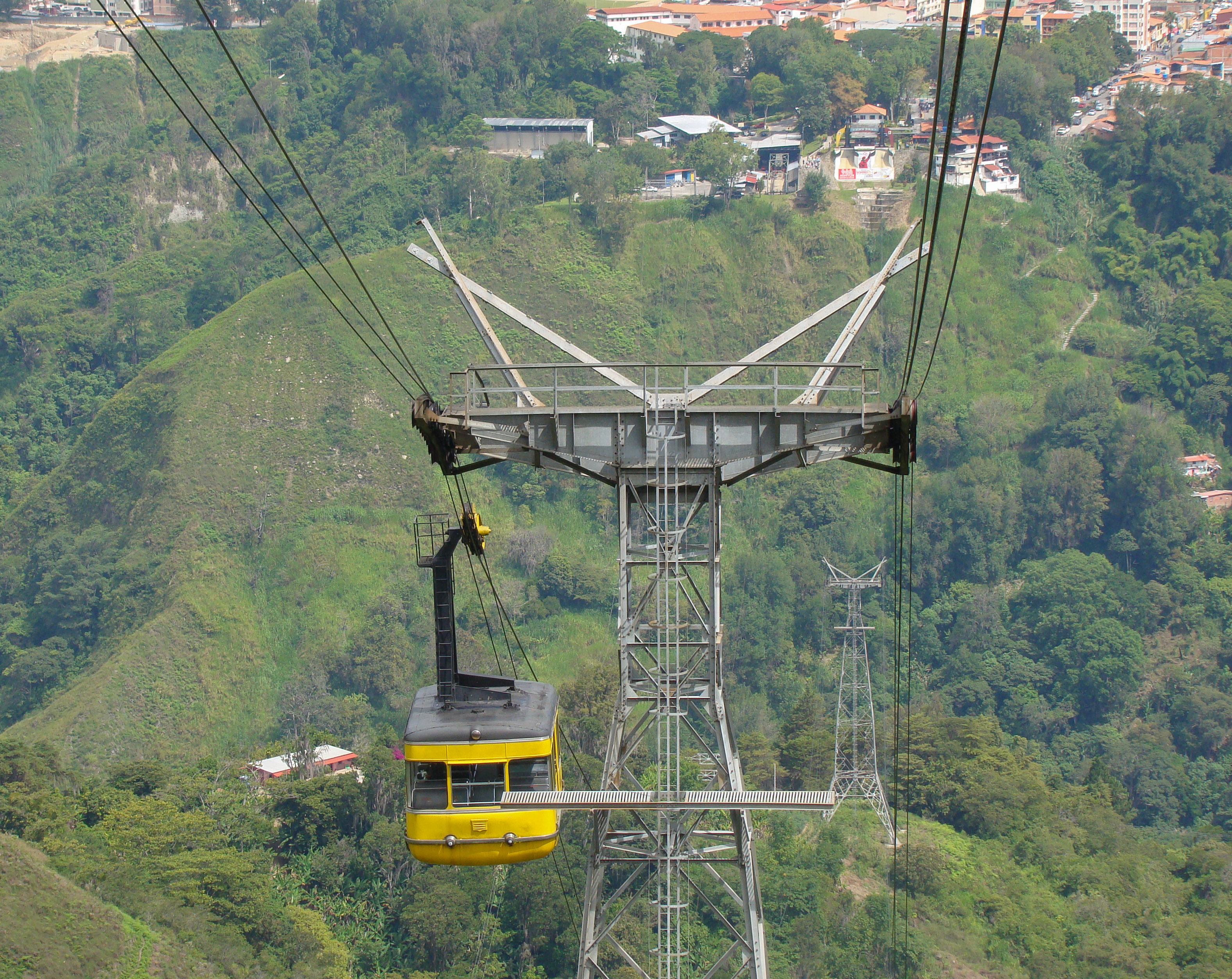
Teleférico de Mérida(1960)
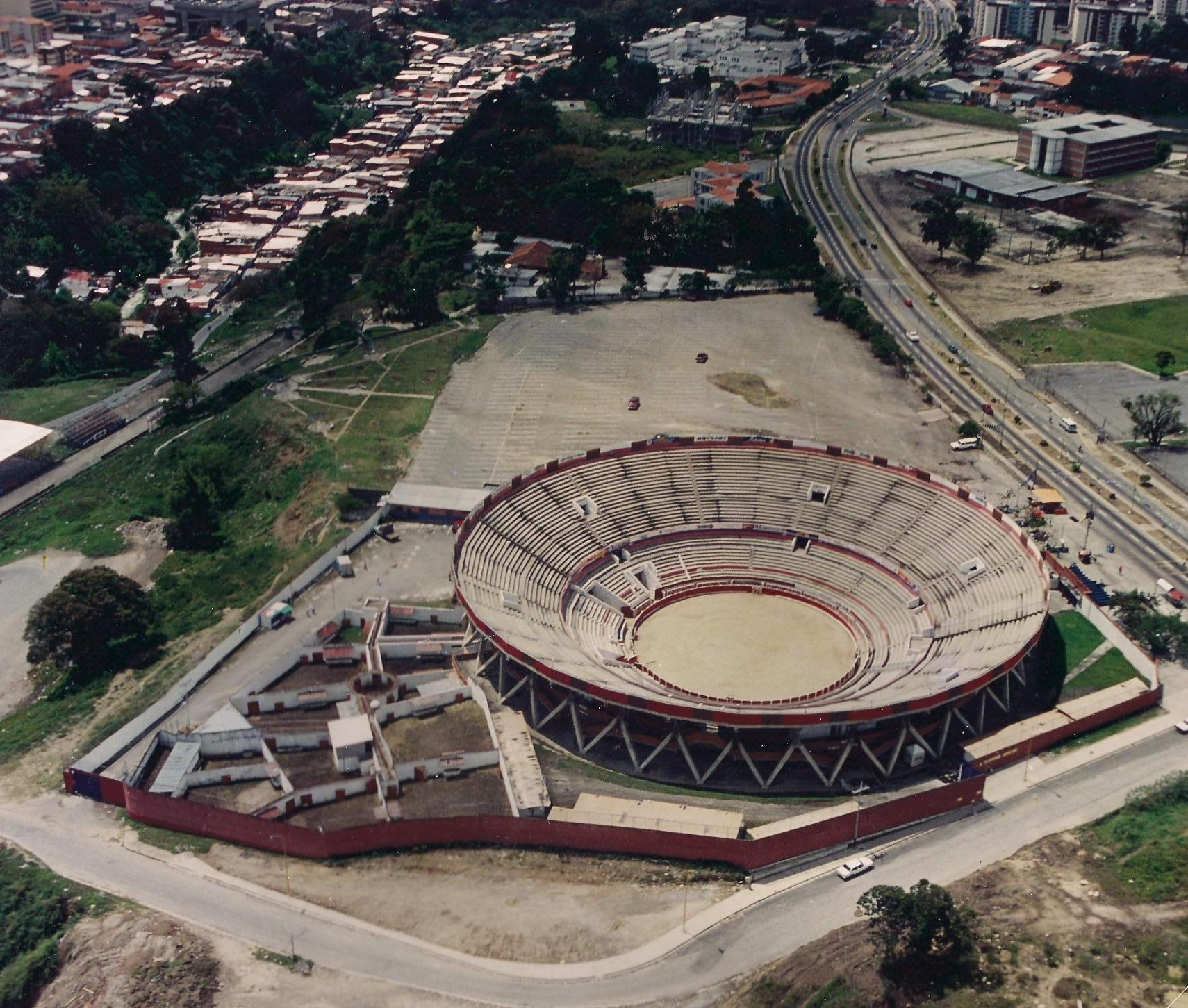
Praça Monumental Román Eduardo Sandia (1967)
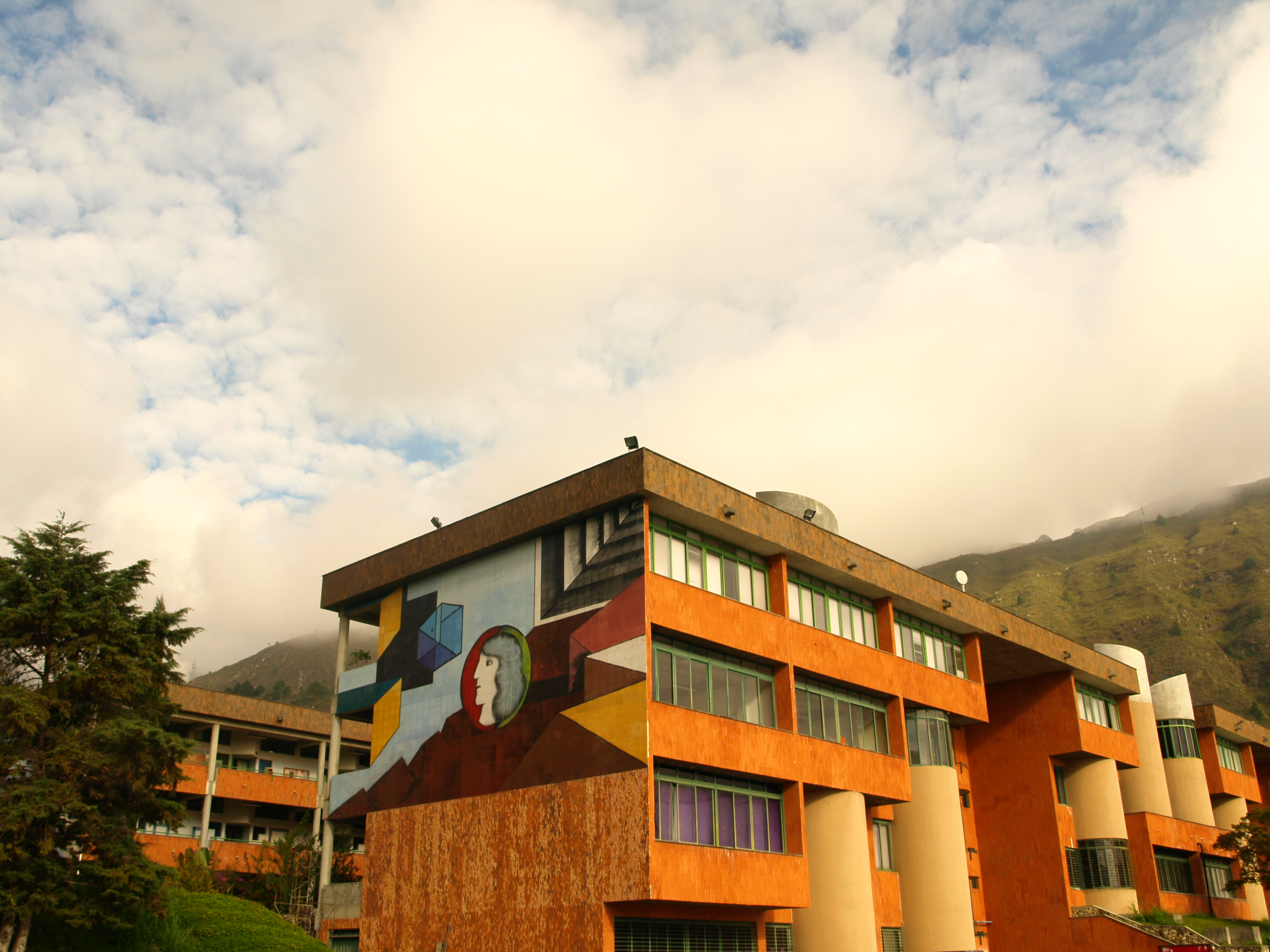
Faculdade de Arquitectura e Desenho da Universidade dos Andes (1969)
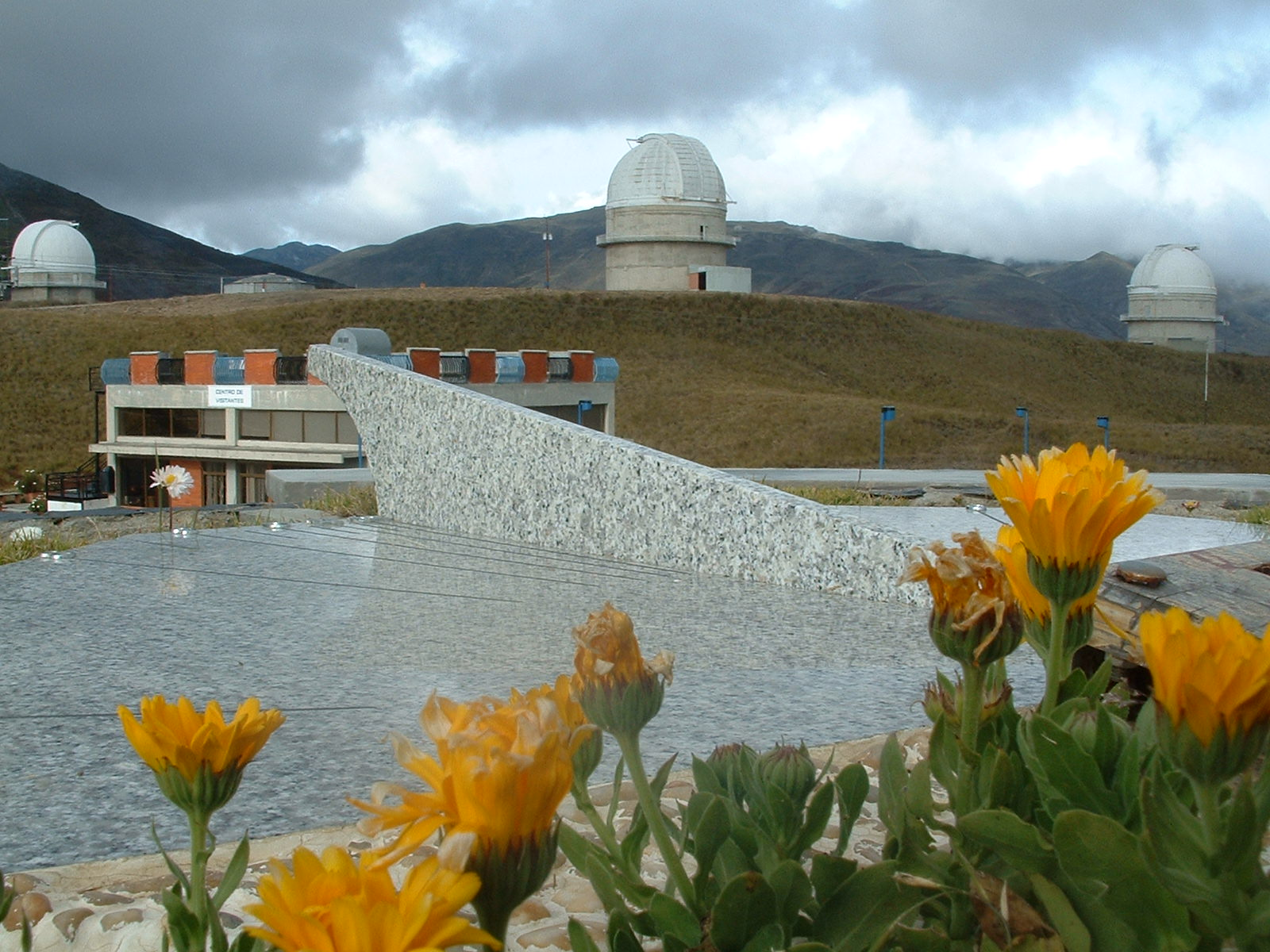
Observatório Astronómico Nacional de Plano do Hato(1972)
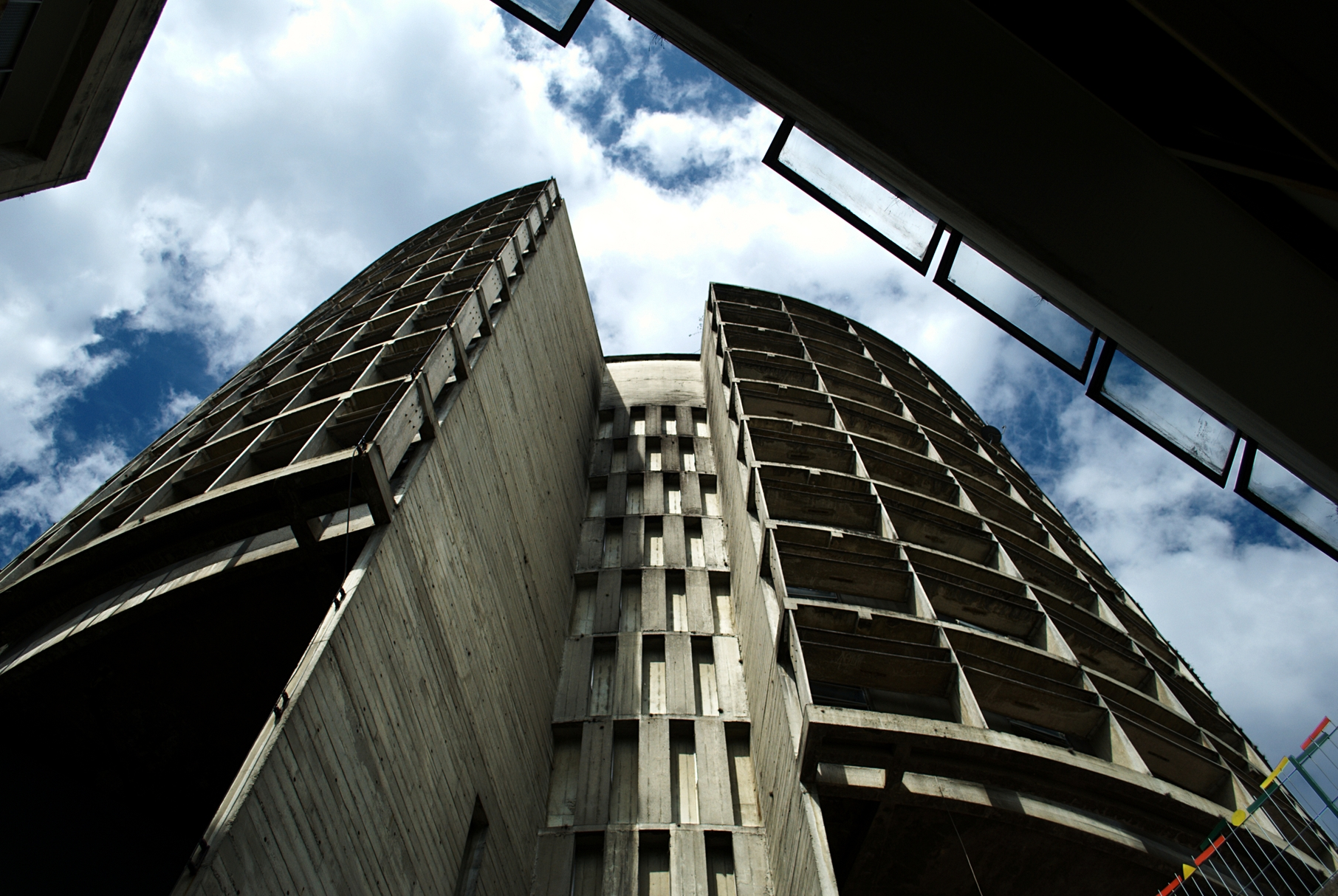
Torre do Instituto Autónomo Hospital Universitário dos Andes (1972)
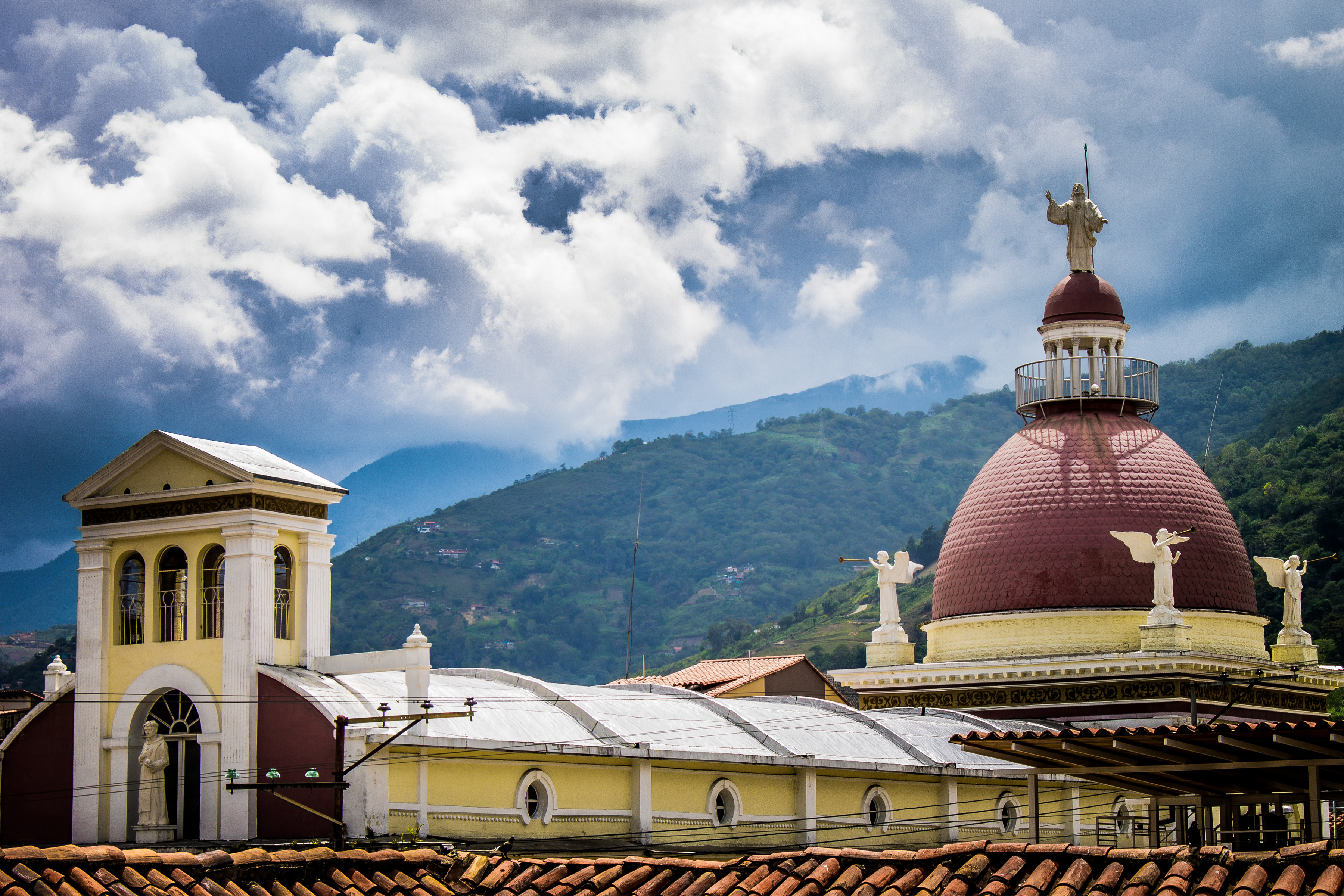
Igreja do Perpétuo Socorro (1983)
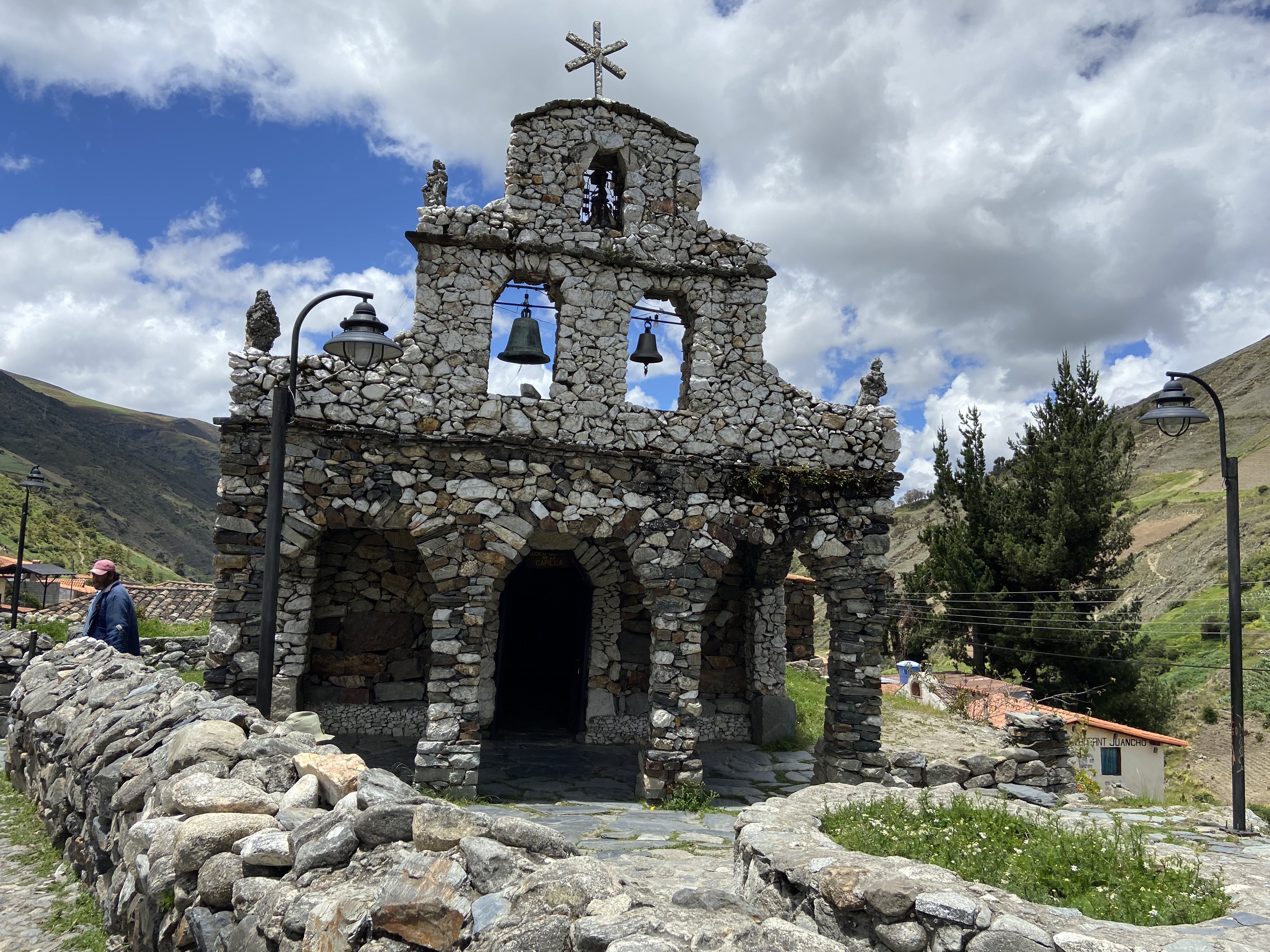
Capilla de pedra (1984)
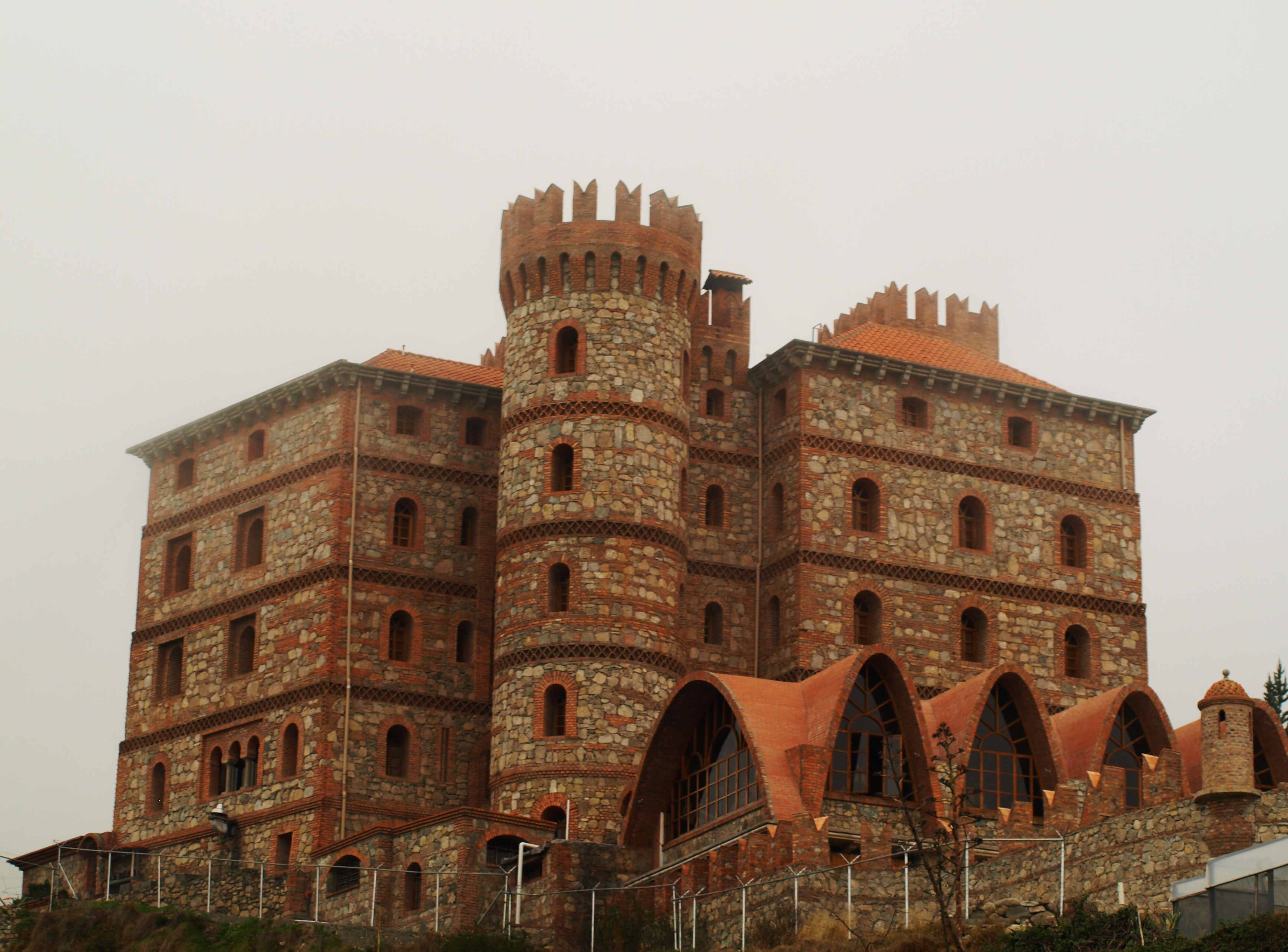
Hotel Castillo San Ignacio (1990)
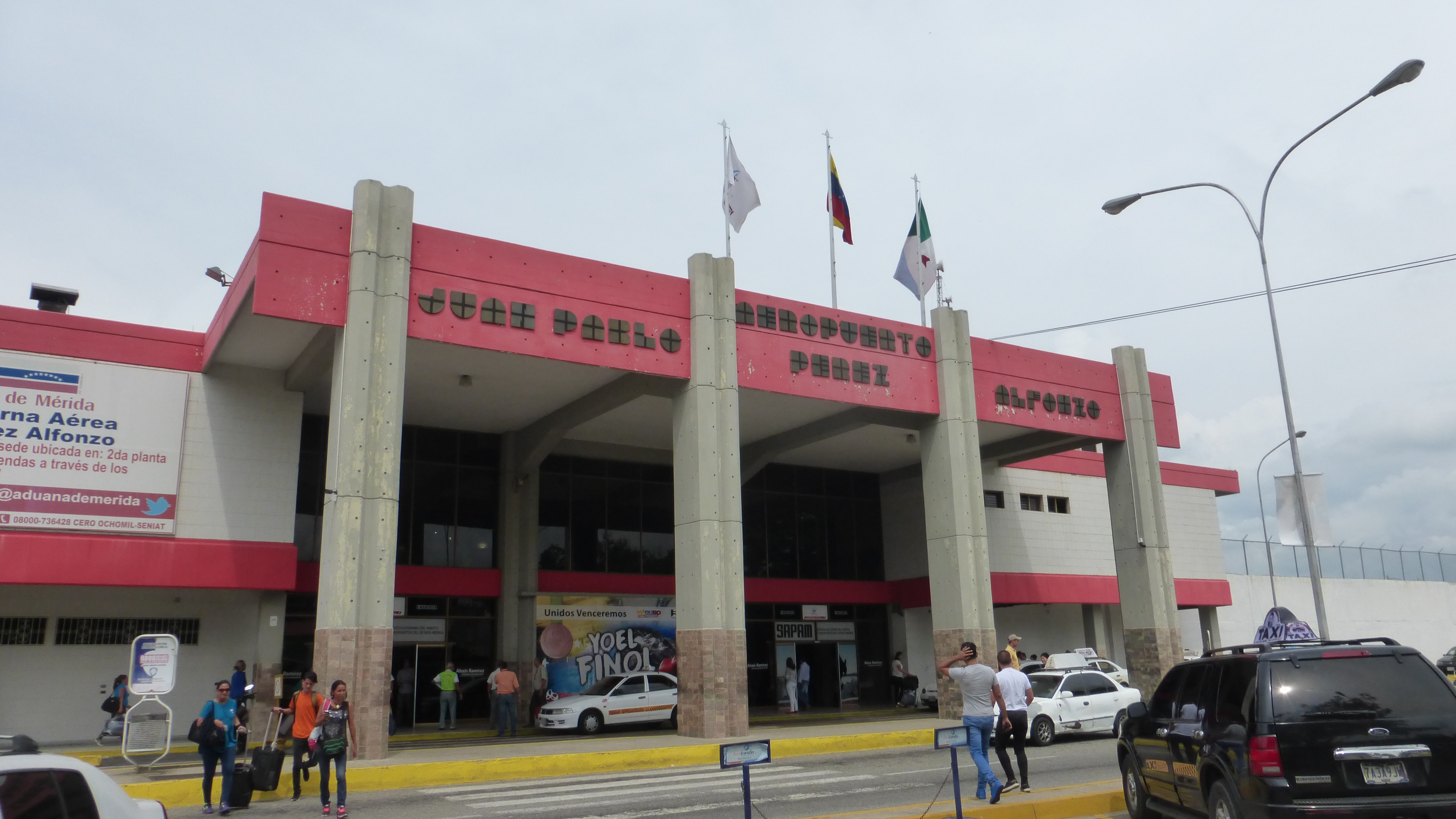
Aeroporto Juan Pablo Pérez Alfonzo (1991)

### século XXI
Em 2007 inaugurou-se o Trolmérida, cuja sede, a Estação Central Trolebús Mérida, em Ejido é de corte posmoderna. O 29 de abril de 2016 foi reinaugurado o Teleférico Mukumbarí.

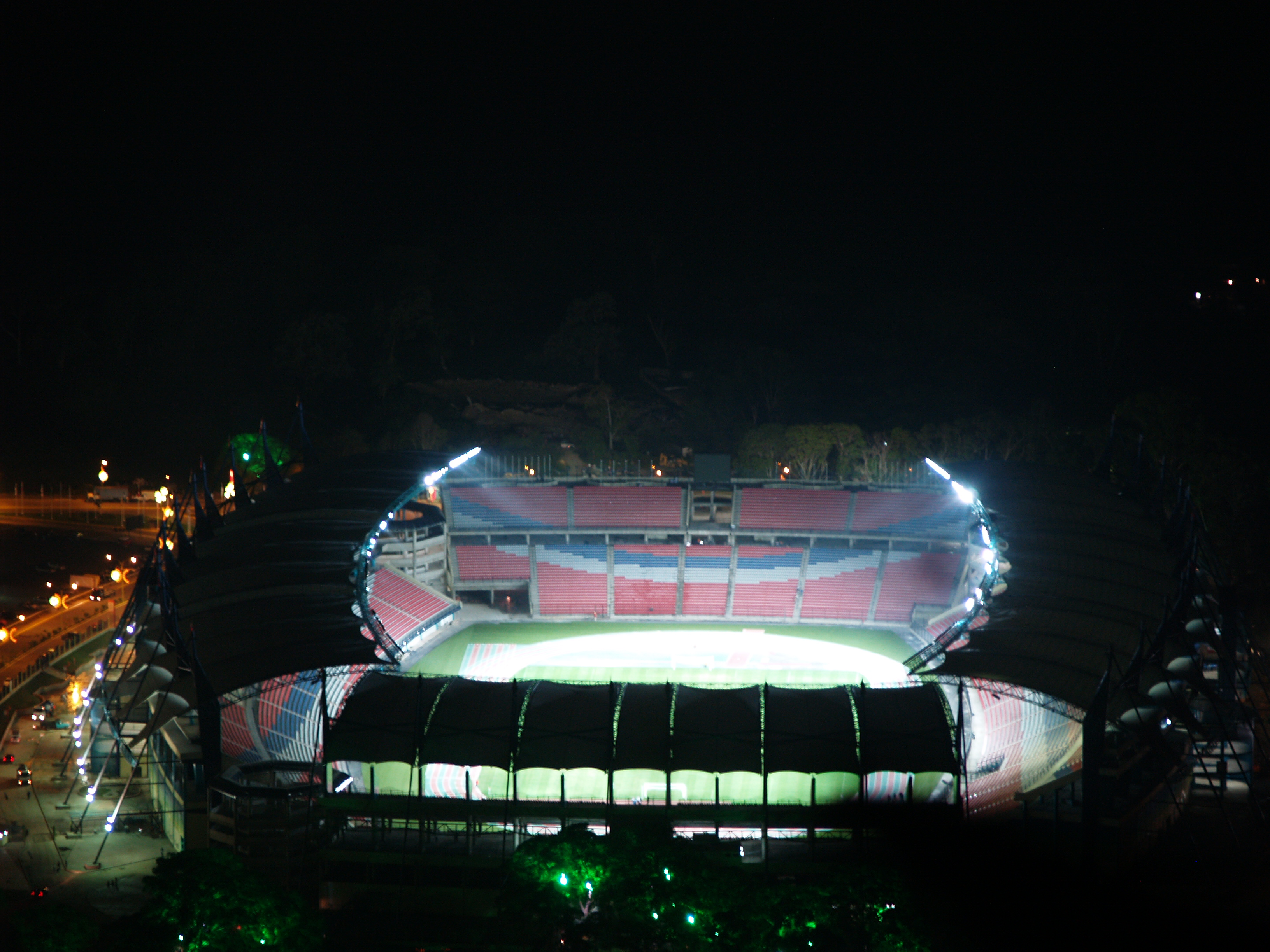
Estádio Metropolitano de Mérida (2005)
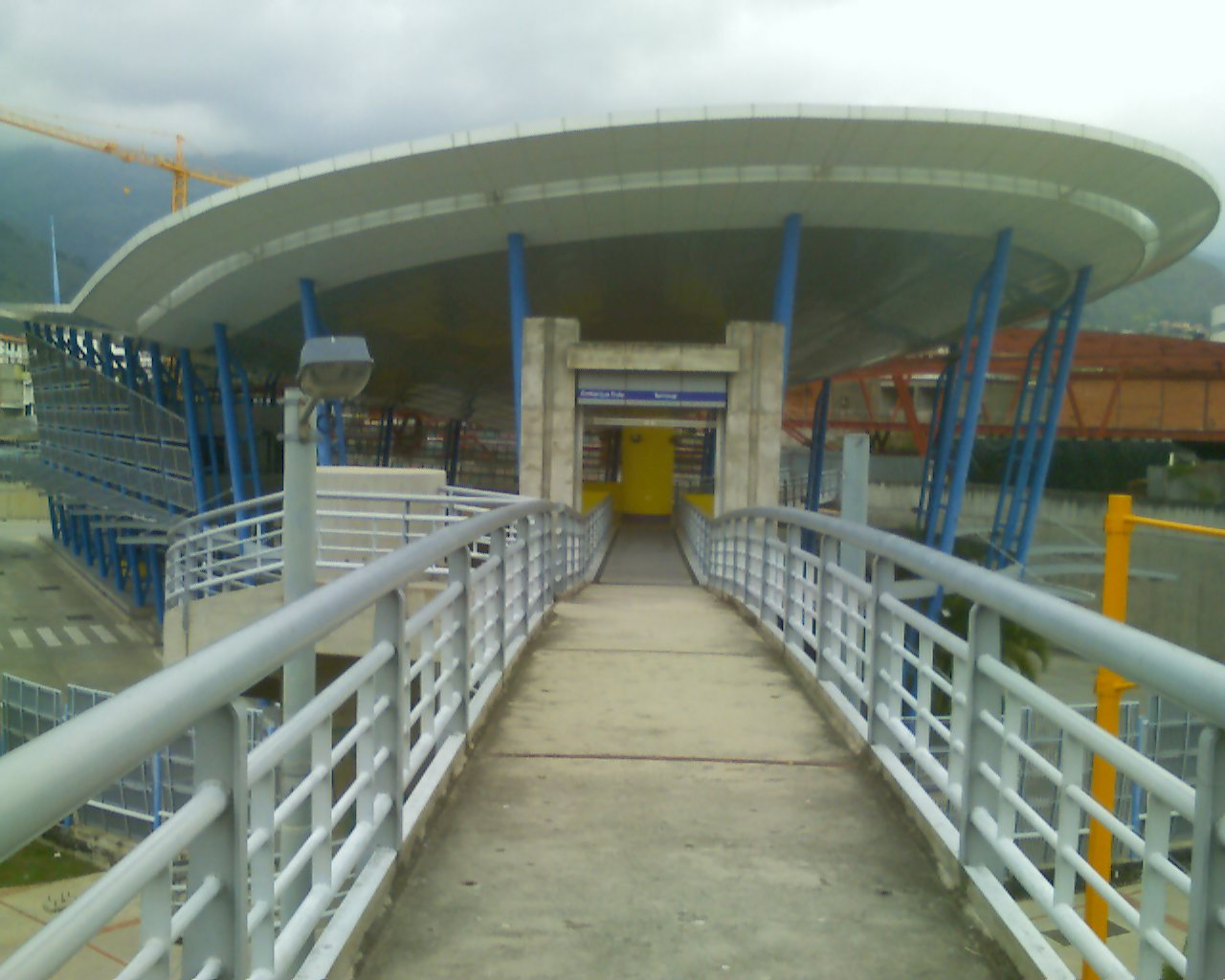
Estação Central Trolebús Mérida (2007)
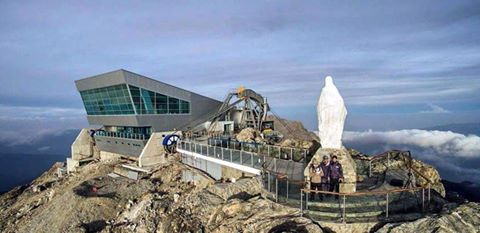
Estação de Bico Espelho do teleférico de Mérida (reinaugurada em 2016)
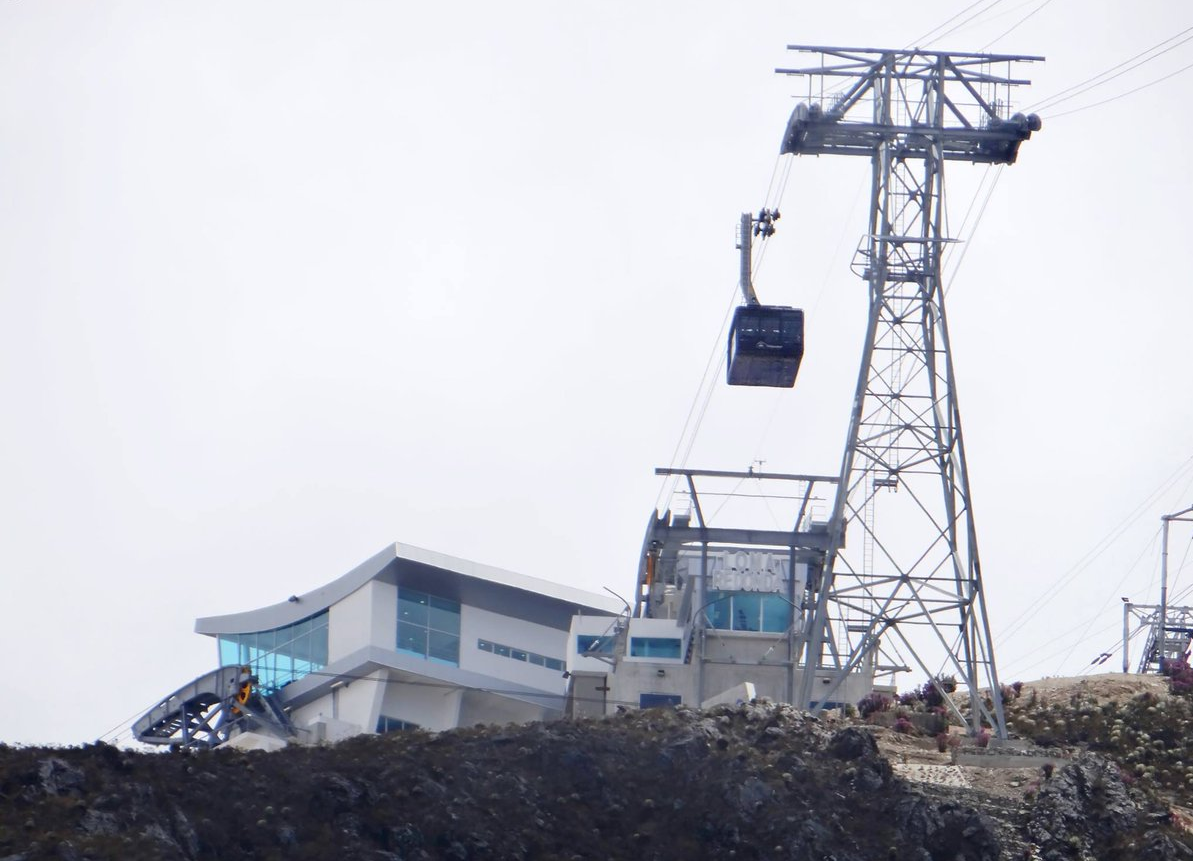
Estação de Bico Espelho